# 女川町
女川町（おながわちょう）は、宮城県牡鹿郡に属する太平洋沿岸に位置する町。牡鹿半島に位置しており、町の東側は太平洋に面する。日本有数の漁港である女川漁港があるほか、女川原子力発電所が立地することでも知られる。

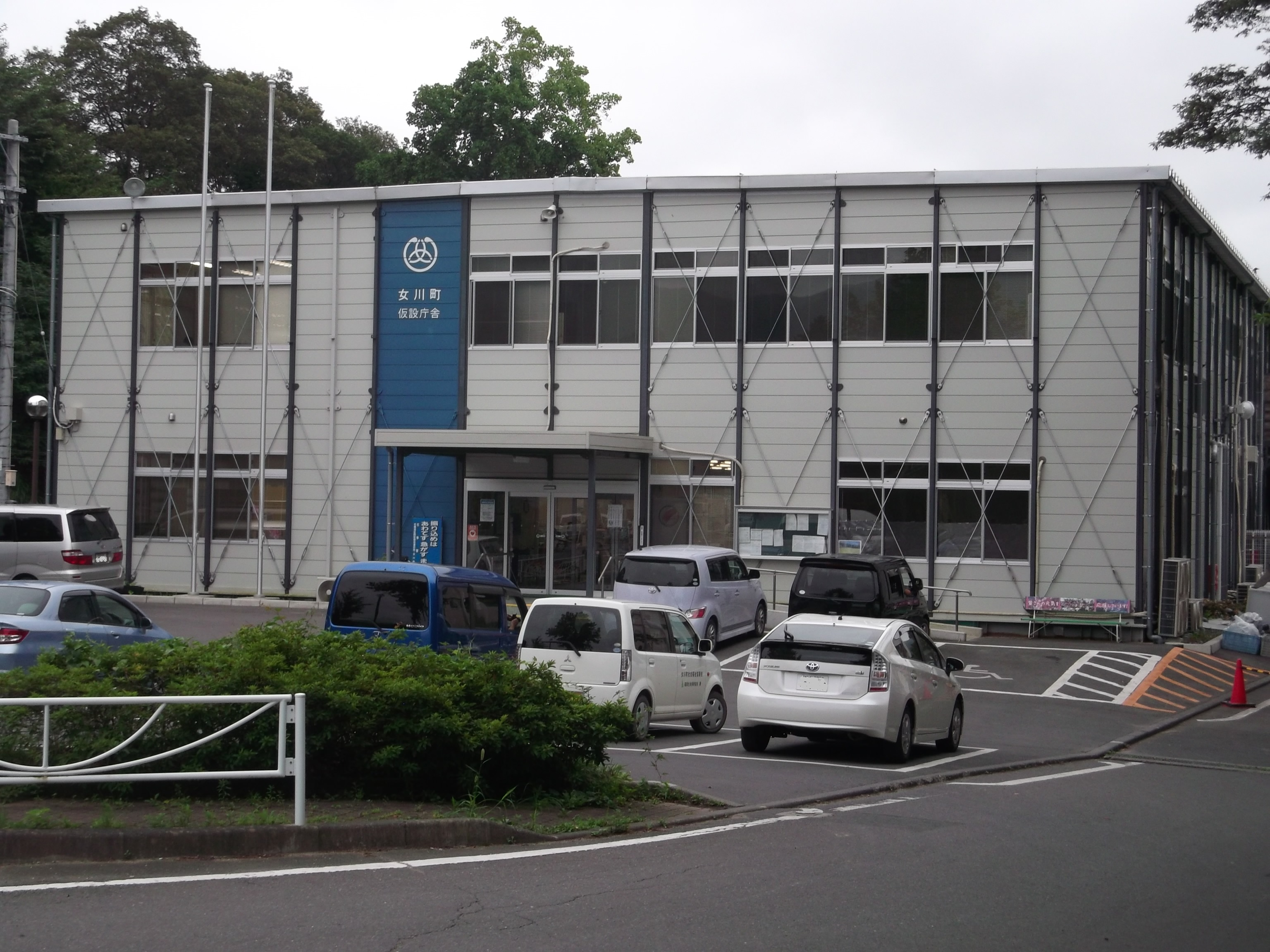
女川町役場仮設庁舎　宮城県牡鹿郡女川町女川浜字大原316

## 概要

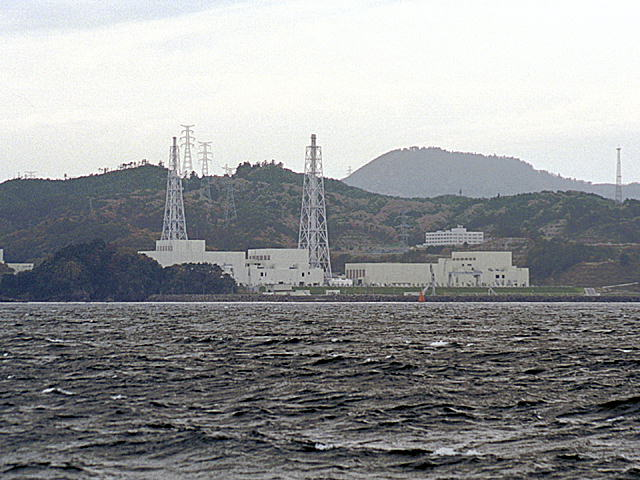
女川原子力発電所

町域は、三陸復興国立公園地域に指定されている。北上山地と太平洋が交わるリアス式海岸は天然の良港を形成し、カキ（牡蛎）やホタテガイ（帆立貝）、ギンザケ（銀鮭）などの養殖漁業が盛んで、金華山沖漁場が近いことから、地方卸売市場には暖流・寒流の豊富な魚種が数多く扱われる。中でもサンマの水揚げ量は全国でも有数であり、大漁を祈る「サンマdeサンバ」という曲が地域の祭りや運動会で踊られることもある。
また、町の南には石巻市にまたがって東北電力の女川原子力発電所が立地する。
女川町の公式マスコットは「シーパルちゃん」。

## 地理

### 自然
女川町は町域の三方を北上山地に囲まれ、総面積の83%を林野がしめており、平地は少ない。また、ケッペンの気候区分によると、温暖湿潤気候であり、そのバイオームは夏緑樹林が分布している。

#### 主要な地形
- 山地 ：高梨山、石投山（本町の最高地点で、最高地点は456.7 m）、黒森山、高崎山、唐松山、大六天山、袴ヶ岳
- 河川系 ：国土地理院の広域地図に掲載されるほどの規模の川や湖沼は町域に存在しない。町名の由来とされる「女川」は小川である。
- 近海・沿岸地形 ：御前湾、女川湾、五部浦湾、大貝崎、万石浦、出島、江島、足島

### 気候
| 女川（2011年 - 2020年）の気候      | 女川（2011年 - 2020年）の気候 | 女川（2011年 - 2020年）の気候 | 女川（2011年 - 2020年）の気候 | 女川（2011年 - 2020年）の気候 | 女川（2011年 - 2020年）の気候 | 女川（2011年 - 2020年）の気候 | 女川（2011年 - 2020年）の気候 | 女川（2011年 - 2020年）の気候 | 女川（2011年 - 2020年）の気候 | 女川（2011年 - 2020年）の気候 | 女川（2011年 - 2020年）の気候 | 女川（2011年 - 2020年）の気候 | 女川（2011年 - 2020年）の気候 |
| 月                                 | 1月                           | 2月                           | 3月                           | 4月                           | 5月                           | 6月                           | 7月                           | 8月                           | 9月                           | 10月                          | 11月                          | 12月                          | 年                            |
| ---------------------------------- | ----------------------------- | ----------------------------- | ----------------------------- | ----------------------------- | ----------------------------- | ----------------------------- | ----------------------------- | ----------------------------- | ----------------------------- | ----------------------------- | ----------------------------- | ----------------------------- | ----------------------------- |
| 最高気温記録 °C （°F）             | 12.7 (54.9)                   | 19.0 (66.2)                   | 21.5 (70.7)                   | 27.9 (82.2)                   | 31.4 (88.5)                   | 34.4 (93.9)                   | 35.7 (96.3)                   | 36.9 (98.4)                   | 32.7 (90.9)                   | 28.5 (83.3)                   | 23.0 (73.4)                   | 17.3 (63.1)                   | 36.9 (98.4)                   |
| 平均最高気温 °C （°F）             | 4.9 (40.8)                    | 5.6 (42.1)                    | 10.0 (50)                     | 14.6 (58.3)                   | 20.1 (68.2)                   | 22.7 (72.9)                   | 26.3 (79.3)                   | 28.0 (82.4)                   | 24.6 (76.3)                   | 19.2 (66.6)                   | 13.5 (56.3)                   | 7.4 (45.3)                    | 16.4 (61.5)                   |
| 日平均気温 °C （°F）               | 0.9 (33.6)                    | 1.2 (34.2)                    | 4.9 (40.8)                    | 9.4 (48.9)                    | 14.8 (58.6)                   | 18.0 (64.4)                   | 21.8 (71.2)                   | 23.5 (74.3)                   | 20.3 (68.5)                   | 14.5 (58.1)                   | 8.7 (47.7)                    | 3.1 (37.6)                    | 11.7 (53.1)                   |
| 平均最低気温 °C （°F）             | −2.9 (26.8)                   | −2.8 (27)                     | 0.1 (32.2)                    | 4.4 (39.9)                    | 9.9 (49.8)                    | 14.2 (57.6)                   | 18.7 (65.7)                   | 20.3 (68.5)                   | 16.8 (62.2)                   | 10.2 (50.4)                   | 4.1 (39.4)                    | −0.9 (30.4)                   | 7.6 (45.7)                    |
| 最低気温記録 °C （°F）             | −9.0 (15.8)                   | −10.5 (13.1)                  | −5.6 (21.9)                   | −2.4 (27.7)                   | 1.9 (35.4)                    | 6.5 (43.7)                    | 13.2 (55.8)                   | 12.4 (54.3)                   | 6.0 (42.8)                    | 2.2 (36)                      | −4.1 (24.6)                   | −6.9 (19.6)                   | −10.5 (13.1)                  |
| 降水量 mm （inch）                 | 54.6 (2.15)                   | 38.3 (1.508)                  | 98.6 (3.882)                  | 125.7 (4.949)                 | 119.7 (4.713)                 | 145.2 (5.717)                 | 130.9 (5.154)                 | 142.5 (5.61)                  | 234.1 (9.217)                 | 220.6 (8.685)                 | 57.4 (2.26)                   | 62.3 (2.453)                  | 1,432.5 (56.398)              |
| 平均降水日数 （≥1.0 mm）           | 5.1                           | 6.3                           | 7.1                           | 8.7                           | 9.1                           | 9.7                           | 11.4                          | 10.9                          | 10.7                          | 9.3                           | 6.2                           | 6.2                           | 101.9                         |
| 出典1：Japan Meteorological Agency |                               |                               |                               |                               |                               |                               |                               |                               |                               |                               |                               |                               |                               |
| 出典2：気象庁                      |                               |                               |                               |                               |                               |                               |                               |                               |                               |                               |                               |                               |                               |

### 広域地域区分
宮城県内の地勢的な地方区分である、北部・中部・南部のうち、中部地方に属し、その北東部に位置する。
cf.　宮城県の地方区分図（参考）：≪外部リンク≫ “地震情報で発表する東北地方の震度の地域名称”. （公式ウェブサイト）.  仙台管区気象台. 2011年6月25日閲覧。
現在の宮城県の広域行政圏としては、石巻市・東松島市とともに、広域石巻圏を形成する。

### 隣接している自治体
cf.　宮城県の市町村全図 ：≪外部リンク≫ “宮城県地域マップ”. （公式ウェブサイト）.   宮城県. 2011年5月13日閲覧。
- 石巻市が女川町を取り囲むかたちで北部・西部から南部にかけて幅広く隣接する（西部の一部と東部は太平洋に開ける）。

### 町内の地域
女川町の町丁や大字は以下の通りである。
震災後の区画整理事業により町名が新設され、住所変更が行われた（2019年12月28日実施）。
- 旭が丘（あさひがおか）
- 飯子浜（いいごはま）
- 石浜（いしはま）
- 出島（いずしま）
- 伊勢（いせ）
- 市場通り（いちばどおり）
- 内山（うちやま）
- 浦宿浜（うらしゅくはま）
- 江島（えのしま）
- 尾浦（おうら）
- 大石原浜（おおいしはら）
- 大原（おおはら）
- 大道（おおみち）
- 女川（おながわ）
- 女川浜（おながわはま）
- 御前浜（おんまえはま）
- 海岸通り（かいがんどおり）
- 桐ケ崎（きりがさき）
- 黄金（こがね）
- 小乗（このり）
- 小乗浜（このりはま）
- 桜ケ丘（さくらがおか）
- 指ケ浜（さしのはま）
- 清水（しみず）
- 高白浜（たかしろはま）
- 竹浦（たけのうら）
- 塚浜（つかはま）
- 野々浜（ののはま）
- 針浜（はりのはま）
- 宮ケ崎（みやがさき）
- 横浦（よこうら）
- 鷲神（わしのかみ）
- 鷲神浜（わしのかみはま）

cf.　≪外部リンク≫“女川町（牡鹿郡）（宮城県）の住所･地名の読み仮名”.   市町村.com. 2020年10月18日閲覧。

## 歴史
女川町西方背後にある黒森山の麓にあたる奥地に安野平（あのたいら）という所から流れ出る渓流がある。伝承によれば、平安時代に起こった前九年の役の際に安倍貞任の軍勢が隣村の稲井（現在の石巻市稲井）の館に寄り、源氏方の軍と戦ったとき、一族の婦女子を安全地帯であった安野平に避難させた。このことから、ここから流れ落ちる小川を「女川」と呼ぶようになったという。
江戸時代は仙台藩領だった。仙台藩では領内を南方、北方、中奥、奥の四つに区分していて、女川がある牡鹿郡は中奥に属した。牡鹿郡は陸方と浜方に区分され、さらに浜方はその内部で狐崎組、十八成組、女川組に分けられ、それぞれに大肝入が置かれた。
1889年（明治22年）4月1日に町村制が施行された際、藩政時代の女川組20浜の各村が合併して女川村となった。村名に女川が選ばれたのは、女川浜が藩政時代に女川組の大肝入の居住地であったこと、全地域が女川組としてまとめられていたこと、また地の利を得ていたことに由来するのだろうと『女川町誌』は記している。1926年（大正15年）4月1日に町制へ移行し、女川町となった。
女川湾は比較的水深が深く、宮城県に寄港する大型船舶の碇泊地になることが多かった。塩釜港や石巻港が浚渫整備される以前は、日本海軍の艦船が女川湾に停泊しており、女川湾の商港の整備に当たって軍港誘致の請願が行われた。第二次世界大戦中には、東北地方太平洋岸の防空・対潜任務のため、横須賀鎮守府隷下の「女川防備隊」がここに設置され、艦艇が配置された。また、太平洋戦争末期の1945年（昭和20年）8月9日には連合国軍機による空襲を受けて海軍艦艇7隻が撃沈された。

### 年表

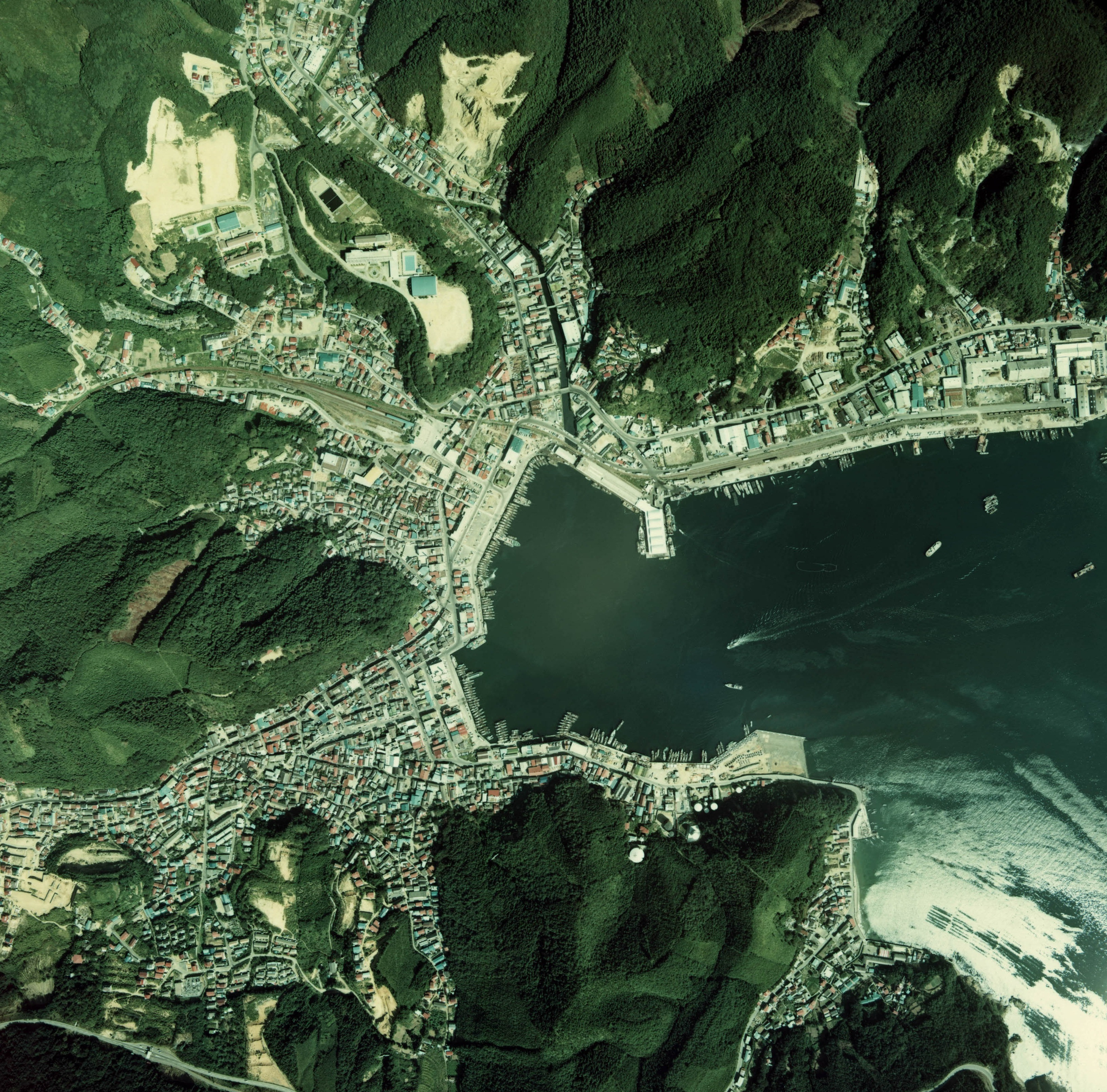
1975年度の女川町の市街地

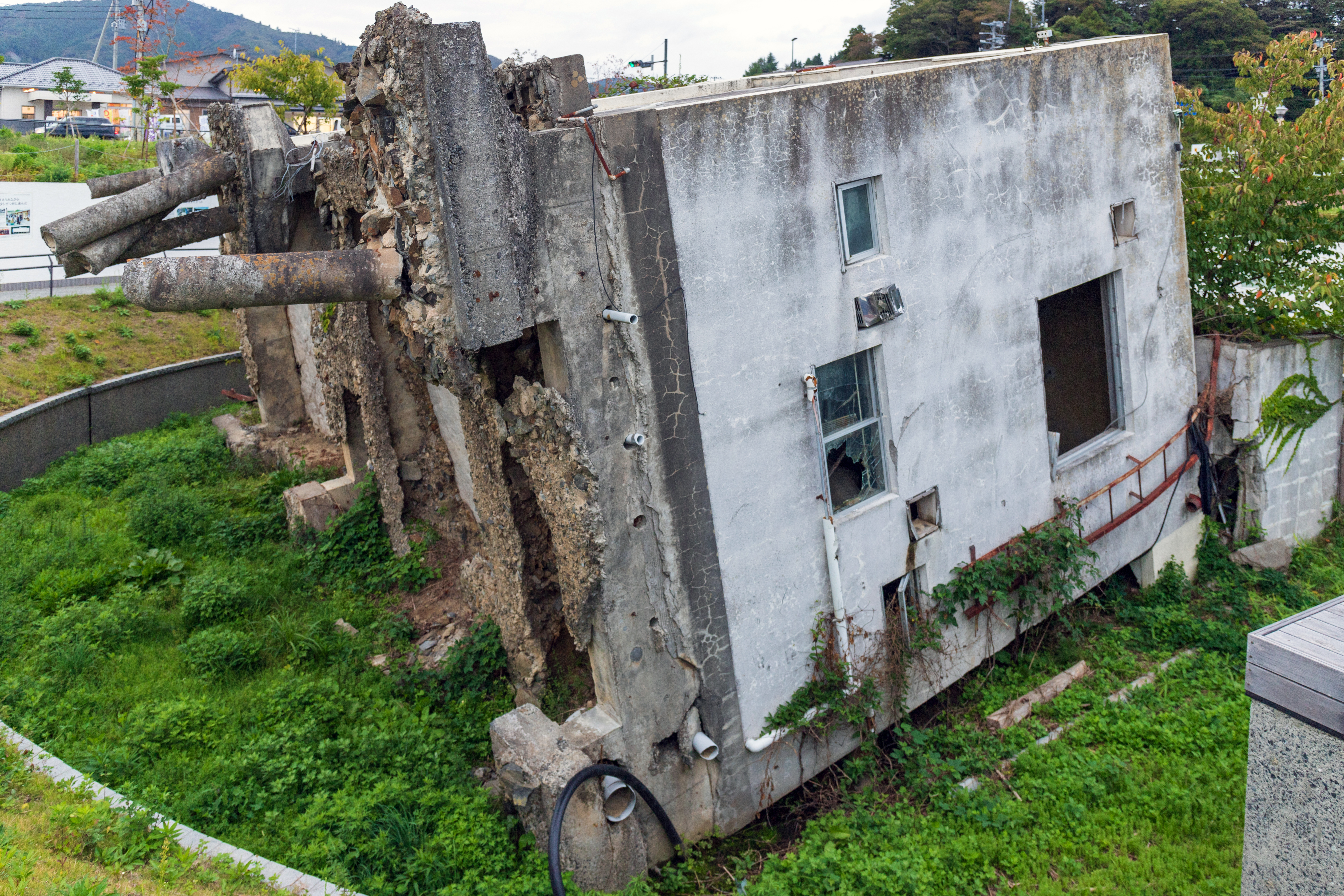
東日本大震災の遺構として保存、公開されている旧女川交番

- 1939年（昭和14年）10月7日：鉄道省（JRの前身）石巻線女川駅が開業。
- 1945年（昭和20年）8月9日：第二次世界大戦中、連合国軍機による空襲があり、大日本帝国海軍艦艇7隻が女川湾で撃沈される[14]。この戦闘で亡くなったカナダ海軍のパイロットが第二次世界大戦における最後のカナダ人戦死者となった[15]。
- 1946年（昭和21年）3月23日：女川港で定期船が沈没。死者117人[16]
- 1947年（昭和22年）8月6日：昭和天皇の戦後巡幸があり女川港などに行幸。天皇が徒歩で魚市場から女川駅に向かう際には町民らが奉迎を行った[17][18]。
- 1951年（昭和26年）12月13日：女川漁港が第3種漁港に指定される。
- 1956年（昭和31年）
  - 2月12日：国鉄石巻線浦宿駅が開業。
  - 4月21日：町章制定[19]。
- 1971年（昭和46年）4月1日：有料道路「牡鹿コバルトライン」（宮城県道220号牡鹿半島公園線）が開通。
- 1980年（昭和55年）7月8日：女川原子力発電所、着工。
- 1984年（昭和59年）6月1日：女川原子力発電所、運転開始。
- 1994年（平成6年）：町営の観光物産施設「マリンパル女川」が開業[20]。
- 1996年（平成8年）4月：「牡鹿コバルトライン」（宮城県道220号牡鹿半島公園線）が無料化される。
- 2002年（平成14年）10月14日（鉄道の日）：女川駅が「東北の駅百選」の一つに選定される。
- 2011年（平成23年）
  - 3月11日：東日本大震災にて被災[20]。
  - 11月：3階建てコンテナ仮設住宅（建築家・坂茂氏設計）　入居開始
- 2012年（平成24年）：仮設の商店街「きぼうのかね商店街」がオープン
- 2014年（平成26年）：震災後初めての災害公営住宅が完成し、入居開始。
- 2015年（平成27年）
  - 3月21日：新・女川駅（建築家・坂茂氏設計）再開、JR石巻線が全線復旧[21]。
  - 3月22日：女川駅に併設された町営「女川温泉ゆぽっぽ」がオープン。
  - 10月4日：隣接の石巻市内に三陸沿岸道路の石巻女川インターチェンジが開通。
  - 12月23日：複合施設「まちなか交流館」、駅前商店街「シーパルピア女川」が開業。
- 2016年（平成28年）12月：駅前商店街 ハマテラス 開業
- 2017年（平成29年）9月：仮設の商店街「きぼうのかね商店街」の営業終了
- 2018年（平成30年）：町内すべての災害公営住宅整備事業が完了。女川町新庁舎完成。
- 2020年（令和2年）：震災遺構（旧・女川交番）の一般開放[22]。女川町立女川小学校・女川町立女川中学校が開校。
- 2021年（令和3年）：マッシュパーク女川が開業。女川駅前周辺の施設が「道の駅おながわ」として登録。
- 2022年（令和4年）3月24日：宮城県道240号石巻女川線の浦宿橋が一般開放[23]。
- 2024年（令和6年）12月19日：本土と出島を結ぶ出島大橋が開通。
- 2025年（令和7年）：税収の増加により、国から地方交付税（普通交付税）を受け取らずに財政運営できる不交付団体となった[24]。

### 行政区域の変遷（市町村制施行以後）
- 1889年（明治22年）4月1日：町村制の施行により、牡鹿郡にて旧制度下の20村（女川組20浜の村）の区域をもって、女川村が発足する。
- 1926年（大正15年）4月1日：町制施行して、女川町となる。

## 行政
女川町の財政は、東北電力の女川原子力発電所の立地による固定資産税や「原子力発電施設等周辺地域交付金」および「電力移出県等交付金」からなる「電源立地特別交付金」が交付されるため、近隣の市町村と比べると潤沢な財政を持つ。2012年度までは地方交付税不交付団体であった。そのため、石巻市など周辺市町村との合併には消極的である。

### 歴代町長
女川町の歴代町長および女川村の歴代村長は以下の通りである。
| 歴代     | 氏名       | 就任年月日                 | 退任年月日                 | 備考 |
| -------- | ---------- | -------------------------- | -------------------------- | --- |
| ?        | 須田善明   | 2011年（平成23年）11月13日 | （現職）                   | 平成11年〜宮城県議会議員 |
| ?        | 安住宣孝   | 1999年（平成11年）9月19日  | 2011年（平成23年）11月12日 | 東日本大震災が発生。 |
| 18〜22代 | 須田善二郎 | 1983年（昭和58年）6月12日  | 1999年（平成11年）         | 在任中に他界。2人目の名誉町民。 |
| 8〜17代  | 木村主税   | 1947年（昭和22年）1月31日  | 1983年（昭和58年）5月4日   | 1983年2月、初当選以来十期連続での当選を果たす。しかし、体調を崩しながらの選挙で無理をしたことがたたり、当選後間もなく入院。同年5月、他界する。初めての名誉町民。 |
| 6〜7代   | 須田金太郎 | 1942年（昭和13年）年8月5日 | 1946年（昭和21年）11月21日 | 再選 |
| 5代      | 松川豁     | 1938年（昭和13年）年8月5日 | 1942年（昭和17年）8月4日   | 再選 |
| 4代      | 木村喜太郎 | 1938年（昭和13）年4月13日  | 1938年（昭和13年）7月21日  | |
| 3代      | 須田金太郎 | 1934年（昭和9年）3月25日   | 1938年（昭和13年）3月24日  | 女川村が町制を施行。 |
| 初〜2代  | 松川豁     | 1926年（大正15年）3月17日  | 1934年（昭和9年）3月16日   | |

### 警察
- 石巻警察署 女川交番 ：東日本大震災で被災後、女川浜字大原190（女川総合グラウンド内）で仮設交番として機能[26]。2017年9月、女川駅前に再建された。
- 石巻警察署 指ヶ浜駐在所 ：震災で被災後、閉設中（所在地：指ヶ浜字指ヶ浜1）[26]。

### 郵便事業
- 女川郵便局（東日本大震災後は石巻郵便局が集配を担当している[27]。）2017年3月、女川駅前に再建。
- 出島簡易郵便局
- 江島簡易郵便局

## 立法

### 町議会
- 定数：12名
- 議長：佐藤良一（無所属）
- 副議長：鈴木公義（無所属）

以下は2020年10月19日現在での町議会議員の一覧である。
| 会派名     | 議席数 | 議員名（◎は代表）                                                                                      |
| ---------- | ------ | --- |
| 日本社会党 | 1      | 阿部律子                                                                                               |
| 無所属     | 11     | 隅田翔、髙野晃、鈴木良徳、佐藤誠一、宮元潔、阿部美紀子、阿部薫、平塚勝志、木村公雄、鈴木公義、佐藤良一 |

## 経済

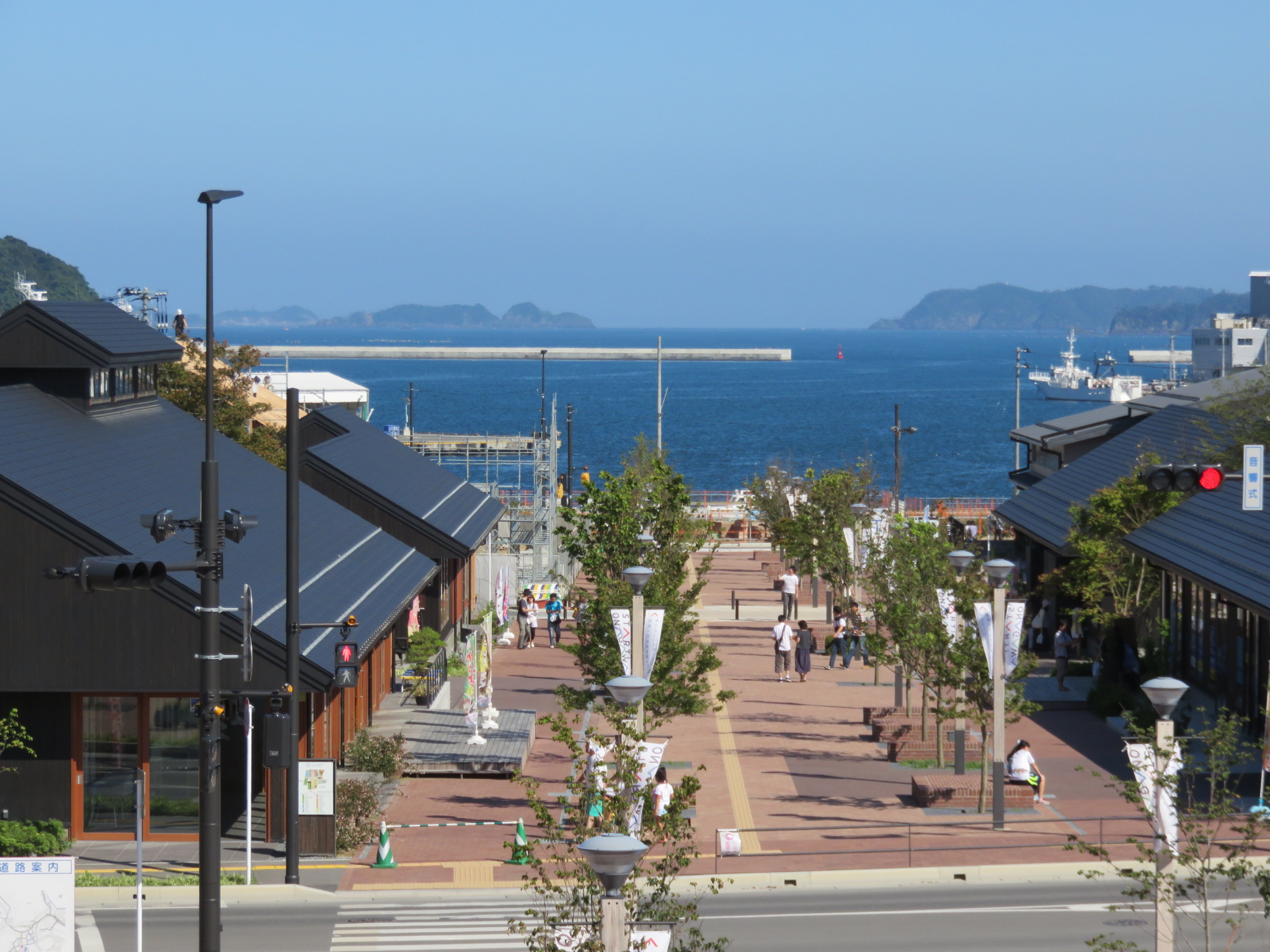
シーパルピア女川（女川駅前商店街、2016年8月11日）

### 産業
水産業
ギンザケ、ホタテガイ、アワビ、ホヤ、カキなどの養殖漁業に加え、サンマなどの沿岸漁業も盛んである。特にギンザケとサンマの水揚げ量は全国でも有数。
- 女川漁港

産業人口
第一次産業：997人、第二次産業：2,256人、第三次産業2,942人（2000年国勢調査）
企業
- 株式会社万石の粒-アメリカ最大の水産会社トライデントシーフードと「高政」が立ち上げた明太子・たらこの水産加工会社
- シーパル女川汽船 - 女川を拠点とする海運会社
- 潮プランニング - 女川を拠点とする海運会社
- 高政 - 揚げかまぼこなどの製造を行う水産加工業者

## 地域

### 人口
| |                                        |  |
| 女川町と全国の年齢別人口分布（2005年） | 女川町の年齢・男女別人口分布（2005年） |  |
| ■紫色 ― 女川町 ■緑色 ― 日本全国 | ■青色 ― 男性 ■赤色 ― 女性              |  |
| 女川町（に相当する地域）の人口の推移 \| 1970年（昭和45年） \| 17,681人 \| \| \| 1975年（昭和50年） \| 16,945人 \| \| \| 1980年（昭和55年） \| 16,105人 \| \| \| 1985年（昭和60年） \| 15,246人 \| \| \| 1990年（平成2年） \| 14,018人 \| \| \| 1995年（平成7年） \| 13,044人 \| \| \| 2000年（平成12年） \| 11,814人 \| \| \| 2005年（平成17年） \| 10,723人 \| \| \| 2010年（平成22年） \| 10,051人 \| \| \| 2015年（平成27年） \| 6,334人 \| \| \| 2020年（令和2年） \| 6,430人 \| \| |                                        |  |
| 総務省統計局 国勢調査より |                                        |  |
| 1970年（昭和45年） | 17,681人                               |  |
| 1975年（昭和50年） | 16,945人                               |  |
| 1980年（昭和55年） | 16,105人                               |  |
| 1985年（昭和60年） | 15,246人                               |  |
| 1990年（平成2年） | 14,018人                               |  |
| 1995年（平成7年） | 13,044人                               |  |
| 2000年（平成12年） | 11,814人                               |  |
| 2005年（平成17年） | 10,723人                               |  |
| 2010年（平成22年） | 10,051人                               |  |
| 2015年（平成27年） | 6,334人                                |  |
| 2020年（令和2年） | 6,430人                                |  |

### スポーツチーム
- Cobaltore女川（東北社会人サッカーリーグ）

## 教育

### 中学校
- 女川町立女川中学校

### 小学校
- 女川町立女川小学校

### 廃止された学校
- 宮城県女川高等学校（2014年3月31日閉校）…事務継承先は、宮城県石巻高等学校。跡地には、2016年度より宮城県立支援学校女川高等学園が設置されている。
- 女川町立女川第一中学校（2013年3月31日、女川中学校に改称して第二中と統合された。）

町が東日本大震災で被災した後、損壊著しい町庁舎に代えて、本校校舎2階に女川町災害対策本部が置かれている
- 女川町立女川第二中学校（閉校）
- 女川町立女川第三中学校（1994年に閉校）
- 女川町立女川第四中学校（2010年に、第一中に統廃合されて閉校）
- 女川町立女川第一小学校（2013年3月31日、女川小学校に改称して他の町立小と統合された。）

文部科学省が推進する学力向上フロンティア事業の指定校（フロンティアスクール）。
- 女川町立女川第二小学校（閉校）
- 女川町立女川第三小学校（2010年に、第二小に統廃合されて閉校）
- 女川町立女川第四小学校（閉校）
- 女川町立女川第五小学校（1993年に閉校）
- 女川町立女川第六小学校（2010年に、第一小に統廃合されて閉校）

## 交通

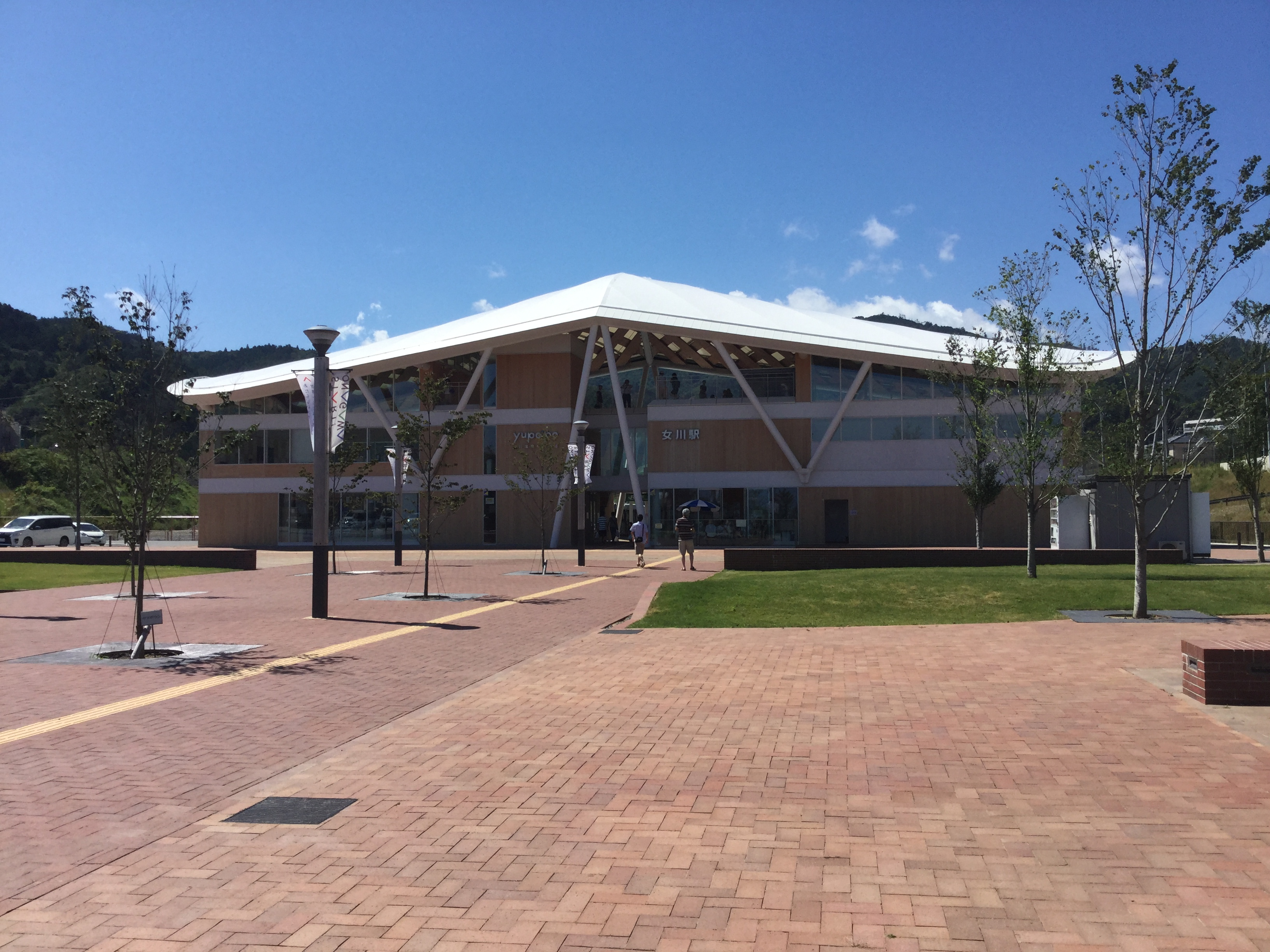
女川駅（2016年8月11日）

### 港湾
- 女川港

女川 - 江島間の定期航路（シーパル女川汽船）
女川 - 金華山航路（潮プランニング）
※国道398号の前身となる宮城県道女川志津川線が開通するまでは、女川港から塚浜港や、石巻市旧雄勝町域までの定期航路が存在した（雄勝港、船越港）。

### 鉄道
- 中心となる駅：女川駅
- JR東日本
  - 石巻線：浦宿駅 - 女川駅

※かつては金華山軌道が走っていた。
- 隣接市町村への連絡

石巻線 石巻駅から女川駅まで約30分
- 都道府県庁への連絡

石巻線 石巻駅から女川駅まで約30分
仙石線 仙台駅から石巻駅まで約60分
※石巻線 - 仙石東北ライン経由の女川 - 仙台直通列車（快速）が2016年8月6日より1日1往復運行されている。

### 路線バス
- 路線バス（ミヤコーバス）
  - 女川運動公園前 - 女川駅前 - 海岸通り - 渡波駅前 - 石巻駅前
- 石巻市雄勝地区住民バス（乗合ジャンボタクシー）：女川駅前から旧・雄勝町内伊勢畑（雄勝総合支所）・明神・小島まで。

### 名所・旧跡・観光スポット

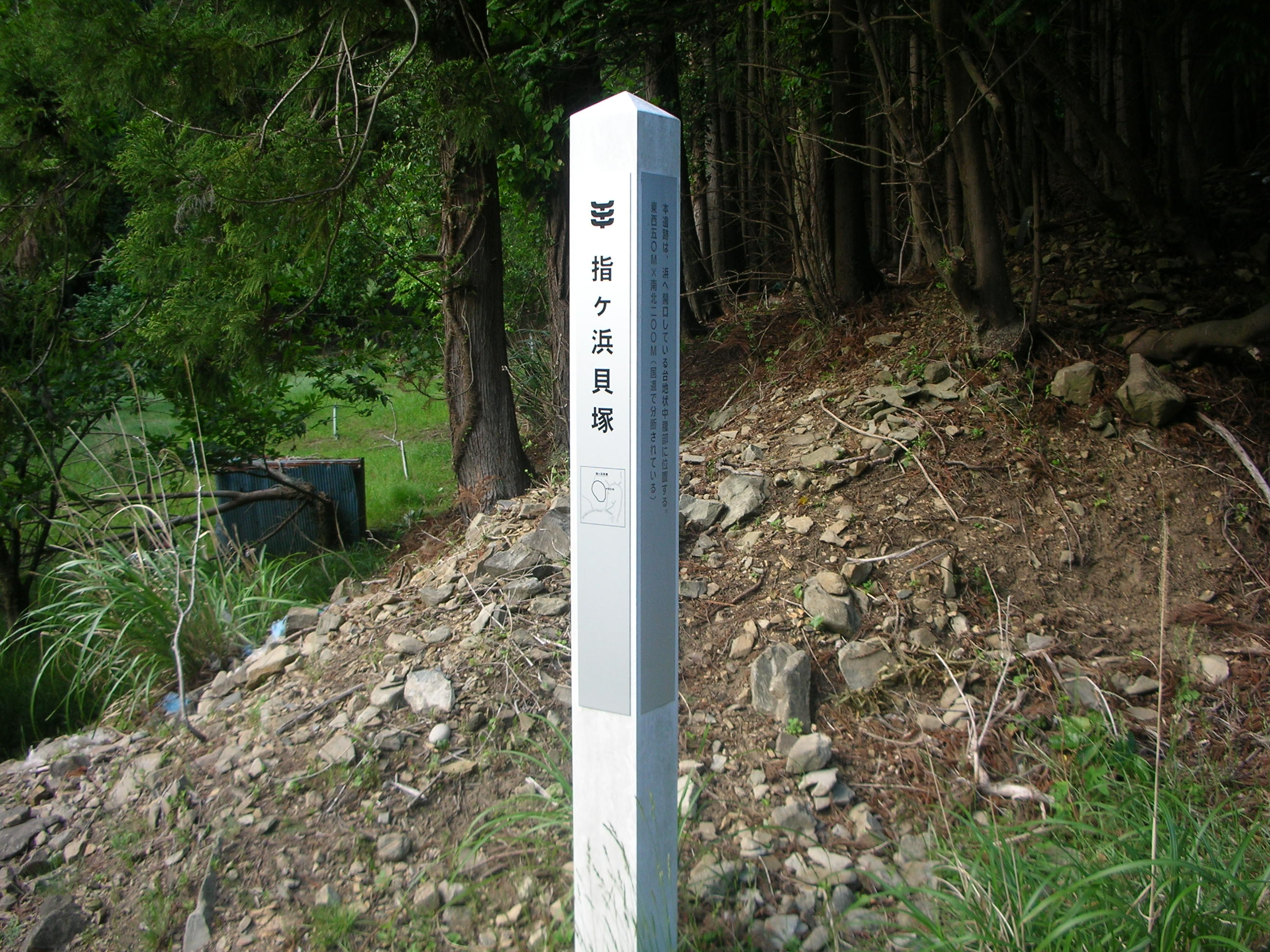
女川町 史跡 指ヶ浜貝塚

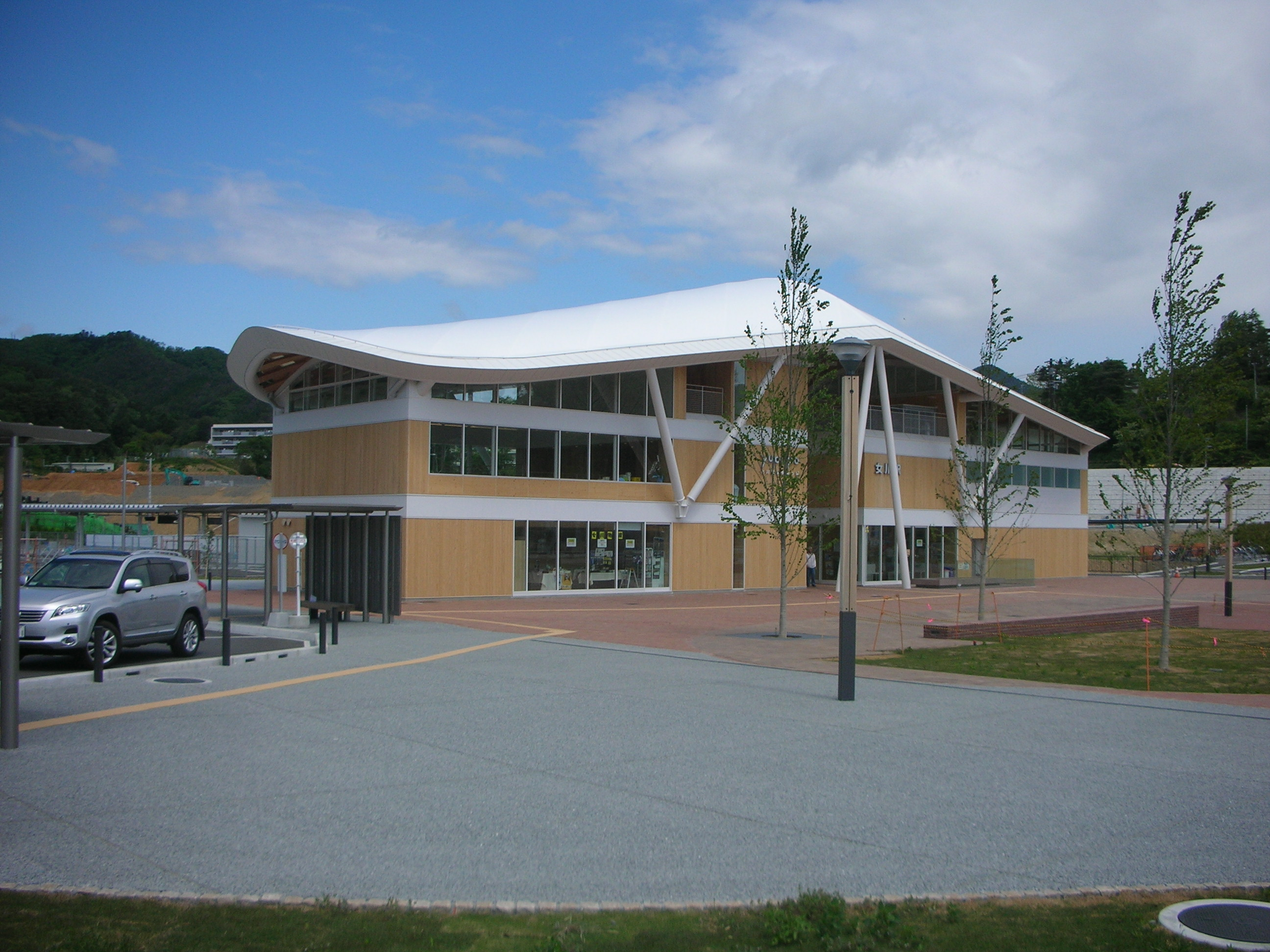
女川温泉ゆぽっぽ（2015年5月21日）

### 道路

#### 一般国道
- 国道398号

#### 県道
- 宮城県道41号女川牡鹿線
- 宮城県道217号出島線
- 宮城県道220号牡鹿半島公園線

### 道の駅
- おながわ

## 名所・旧跡・観光スポット・イベント

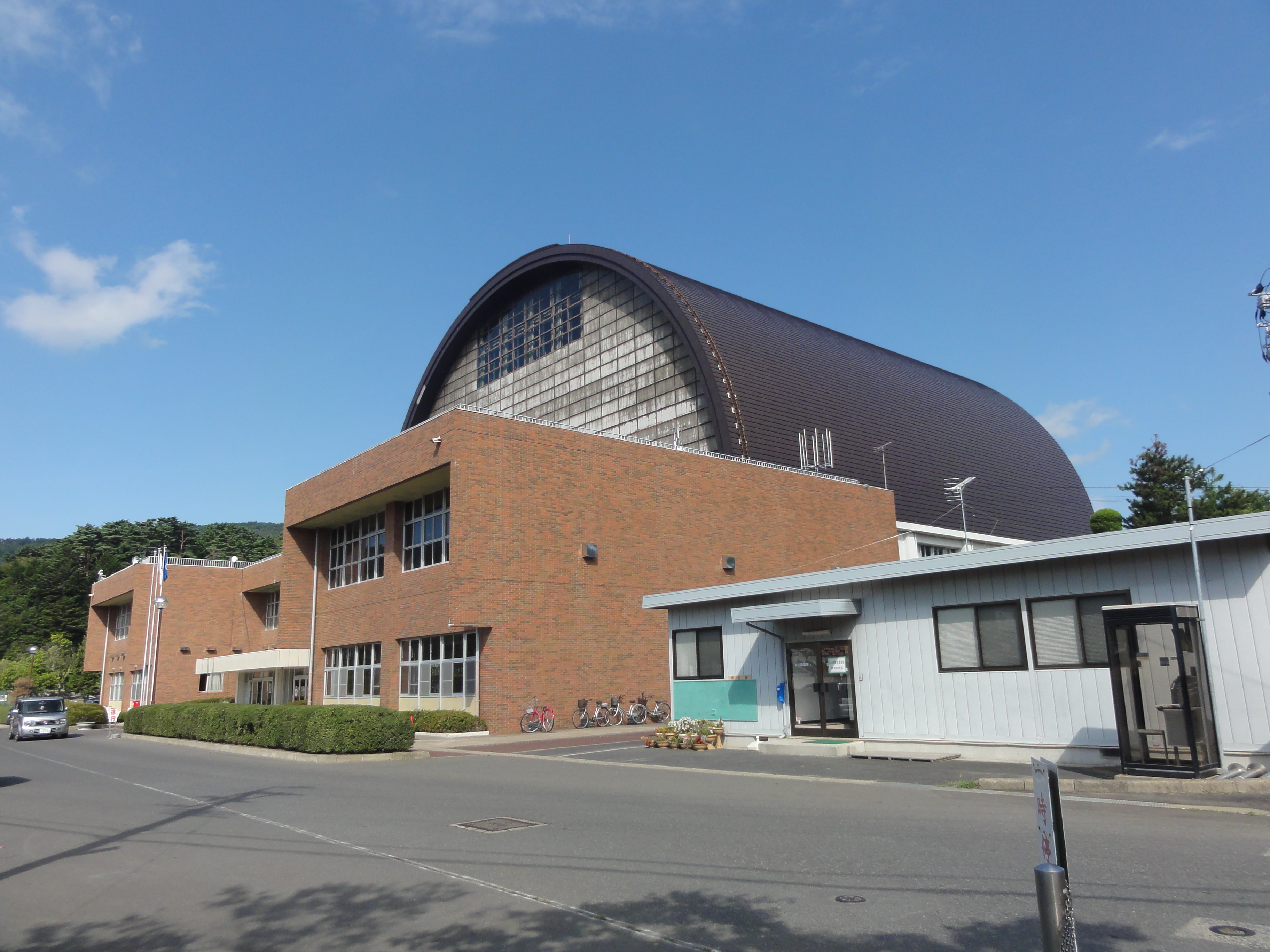
女川町総合運動公園総合体育館（2012年9月8日）

### 観光スポット
- シーパルピア女川：道の駅
- 女川温泉ゆぽっぽ：温泉施設、お土産屋
- 女川駅：屋上は展望台（昼間のみ）
- 女川町総合運動公園：桜の名所
- コバルトライン（宮城県道220号・牡鹿半島公園線）
  - 大六天展望台：太平洋の眺望
- 鳴り砂（=鳴き砂）の浜辺
  - 夏浜
  - 小屋取浜
- 女川いのちの石碑
- 女川フューチャーセンターCamass
- マリンパル女川：現在は、震災後の観光物産施設。
- きぼうのかね商店街（営業終了／震災後の仮設商店街）
- 女川コンテナ村商店街（営業終了／震災後の仮設商店街）
- 女川原子力PRセンター

### 名所・旧跡
- 三十三観音碑
- 足島：国の天然記念物「陸前江ノ島のウミネコ及びウトウ繁殖地」のうち。
- 女川町史跡 指ヶ浜貝塚（さしがはまかいづか）
- ホテル・エルファロ

### イベント
- おながわ春のまつり（旧 復幸祭）
- 津波伝承　女川復幸男
- 我歴stock in 女川
- 女川みなと祭り：7月
- ツール・ド・東北
- おながわ秋のまつり（旧 おながわ秋刀魚収獲祭）：10月
- おながわ冬のまつり
- スターダストページェント「海ぼたる」：12月

### 無形文化財等
- 江島法印神楽：県指定重要無形文化財。

## ゆかりのある著名人

### 出身著名人
大正生まれ
- 阿部三郎：弁護士（元・日本弁護士連合会会長）。中央大学理事長。1926年（大正15年）7月6日生まれ。

昭和生まれ
- 中村雅俊：歌手。俳優。1951年（昭和26年）2月1日生まれ。
- アコ（阿部美和子）：歌手、タレント。アイドルグループ「アパッチ」の元メンバー。1958年（昭和33年）10月11日生まれ。
- 中条善伸：元・プロ野球選手。1962年（昭和37年）4月12日生まれ。

平成生まれ
- ⊿あべみな：お笑いタレント（ジョリー惑星）。1990年（平成2年）7月19日生まれ。

生年未確認
- 高橋愛美：歌手（音楽ユニット「sunny-side up」のメンバー）。

### その他のゆかりある著名人
- ロバート・ハンプトン・グレー - カナダ海軍大尉。1945年8月9日の戦闘に参加し死亡したパイロット。第二次世界大戦における最後のカナダ人戦死者で、ヴィクトリアクロス勲章を授与された。命日には駐日カナダ国防軍武官らが出席し慰霊祭が行われる。記念碑は崎山公園にあったが、後に女川町地域医療センターの敷地内に移された[15]。この縁があり、東日本大震災の発生時にはカナダ海軍退役軍人らの団体から義援金が寄せられた[31]。
- マイケル・アリアス：アメリカ人CGクリエイター。映画監督（代表作『鉄コン筋クリート』）。妻が女川町出身ということもあって、マイケル・アリアス本人の希望で2007年（平成19年）3月24日、『鉄コン筋クリート』の舞台挨拶付き上映会を女川町の隣りの石巻市にある岡田劇場で開催した経緯がある。1968年2月2日生まれ。
- 勝又英樹：プロバスケットボール選手（bjリーグ仙台89ERS所属）。両親が女川町出身で本人も生まれてから6歳まで女川町で過ごす。1980年6月16日生まれ。
- ももいろクローバーZ：メンバーの発案で震災直後より定期的に女川町を訪問し、地域のラジオやイベントに出演。町のお祭りでライブを行い、約7000人を集客したこともある[32]。女川町をイメージして作った「仮想ディストピア」という楽曲があり[33]、ユートピア（理想郷）の正反対の状態であるディストピアが、希望の社会へ生まれ変わる様が描かれている。歌詞には「瓦礫（がれき）の中からマシンを作った」「星がひとつ生まれ変わった」などと、町が復興する過程が盛り込まれた。2013年の全国ツアー宮城公演においては、女川町の老舗蒲鉾店「高政」とのコラボ商品開発など連携を図り、ツアータイトルは「蒲鉾本舗 高政 Presents ももいろクローバーZ JAPAN TOUR "GOUNN" 宮城公演」となった（「高政」にスポンサー料などは発生していない）[34]。
- 永里優季：女川町観光大使に任命された。
- WACK所属グループ：震災直後からおながわ秋刀魚収獲祭でBiS等のグループがライブを行ったり、2019年・2020年には「ONAGAWACK」というライブと市街地での遊びを兼ねたイベントを開催している。なお、「ONAGAWACK」の実行委員長は女川町の老舗蒲鉾店「高政」4代目社長、高橋正樹。

## 東日本大震災

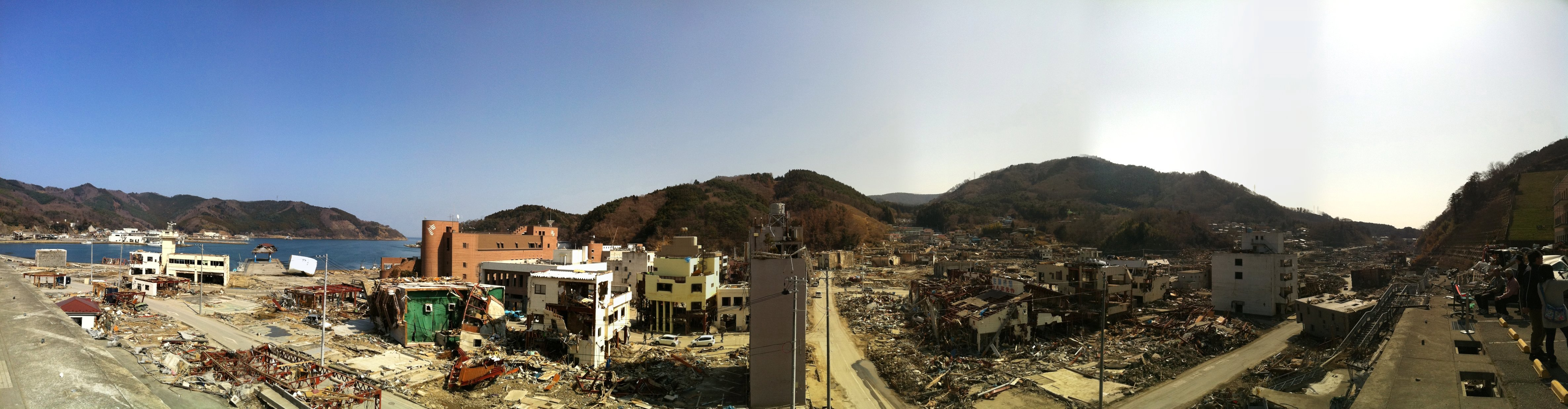
被災した女川町（2011年4月10日撮影）

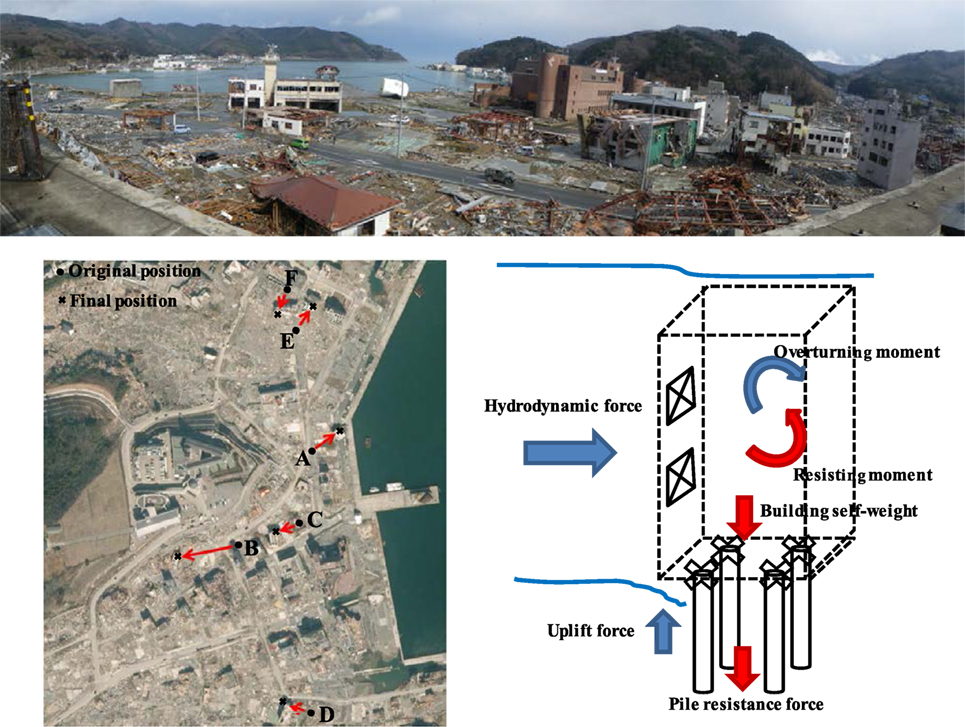
被災した女川町中心市街

2011年（平成23年）3月11日14時46分18秒、マグニチュード9.0の東北地方太平洋沖地震が発生し、女川町は女川原子力発電所の震度計が震度6弱を観測した（町内の検測所は津波で流失）。
さらにこの地震が引き起こした津波に襲われ、沿岸部は壊滅的被害を負った（東日本大震災）。また、港湾空港技術研究所の調査によれば、津波の最大波高（浸水高）は女川漁港の消防庁舎で海抜14.8 mを記録した。
津波で3階建ての町庁舎も冠水したが、町長以下職員は間一髪屋上に避難して無事であった。女川原子力発電所は高台にあったため辛うじて津波の直撃を免れたものの、発電所を管理する宮城県原子力センターや原子力防災対策センター（双方とも2階建ての建物）は屋上まで冠水し、環境放射線監視システムが壊滅。職員の多くも行方不明となったため、国や県に一時的に報告ができないという状態に陥った。
女川湾から約100 mのところにあった七十七銀行女川支店では高さ約10 mの屋上に行員が避難したが津波に飲み込まれた。
東北電力は女川原子力発電所の潮位計の記録を解析し、当施設が浸水高13 mの津波に襲われていたことを、4月7日に公表した。女川原発の敷地の標高は14.8 mであるが、地震で約1 m地盤沈下したことが分かっており、計算上、津波は敷地まで80 cmの高さにまで迫っていたことが判明した。実際、津波の飛沫の痕跡が敷地の外縁に残っていた。なお、最大波から15分ほど後に発生した強い引き波のときには、海水面が下がりすぎて原子炉を冷却するための取水口が3 - 5分の間むき出しになっていた可能性もあるという。
町域にある鉄道駅のうちJR石巻線の女川駅は、土台だけを残して駅舎が流失したほか、駅に停車中であった列車や町営温泉の保存車両等が流されるなど、甚大な被害を受けた。また、女川 - 石巻間では線路が損傷した。
更に鉄筋コンクリート製のビル6棟が基礎部分ごと地面から抜けて横倒しになる被害も発生した。液状化現象で基礎が浮き上がった所を津波になぎ倒されたと思われる。世界的にも例の無い被害である事から、町では被害資料として保存する方針を固めている。
- 3月12日：津波被害で損壊著しい町庁舎に代えて、女川町立第一中学校（現・女川中学校）の校舎2階に女川町災害対策本部が置かれる[28]。
- 3月23日：この時点で判明した人的被害は死者473人・行方不明者620人、物的被害はほとんど詳細不明[37]。
- 3月31日：女川町公式サイトのホームページが臨時の状態ながら回復する[48]。
- 4月21日：町の有志により、町内をエリアとする臨時災害放送局（FMラジオ 79.3MHz）「おながわさいがいエフエム」が開局し、女川町立第二小学校校庭に設置されたスタジオから24時間体制で放送を開始する[49]。
- 5月26日：この時点で判明した人的被害は死者476人・行方不明者567人・重軽傷者2人、物的被害は全壊3,021棟・半壊46棟・一部破損86棟[50]。
- 6月6日：この時点で判明した人的被害は死者488人・行方不明者454人[51]。

復興に際しては将来の津波被害に備えて、住宅は津波が遡上しにくい高台に、商業施設などを低地に整備する街づくりを進めている。日本の他地方同様、震災前から少子高齢化が進んでいたうえに、復興計画づくりや宅地造成に時間がかかり、町外へ転出した住民も多い。2018年3月15日付『日本経済新聞』朝刊によると、人口は約6600人で震災前と比べ約34％減少。企業や工場、商店といった事業所数は約360で震災直後（2012年）の約190より増えたが、震災前の約660（2009年）には及ばない。

### 震災や復興に関連する施設
女川いのちの石碑
きぼうのかね商店街
女川コンテナ村商店街
シーパルピア女川
マリンパル女川
ホテル・エルファロ

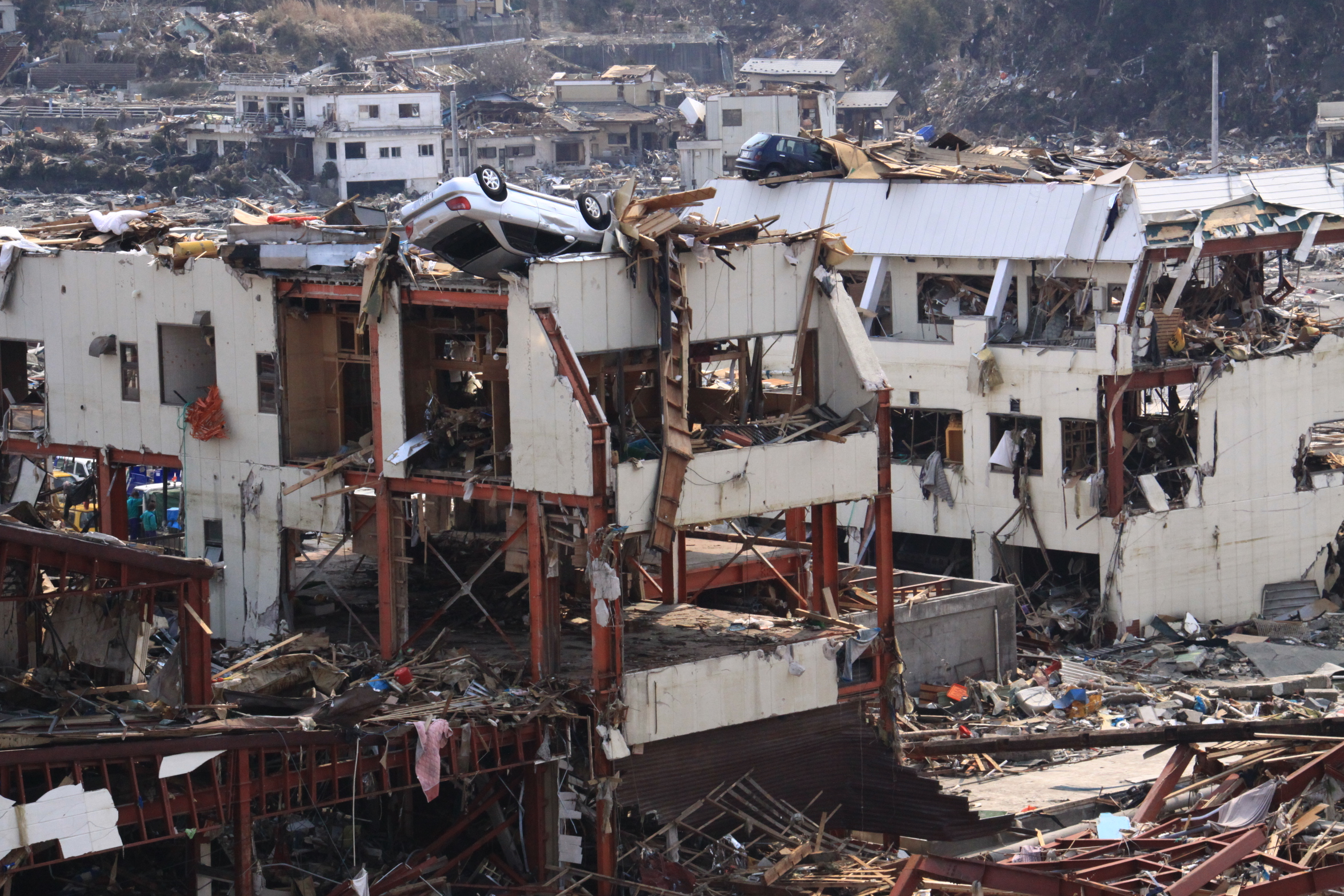
津波によってビルの屋上に横転した状態で打ち揚げられた自動車。2011年3月30日撮影（以下同じ）。
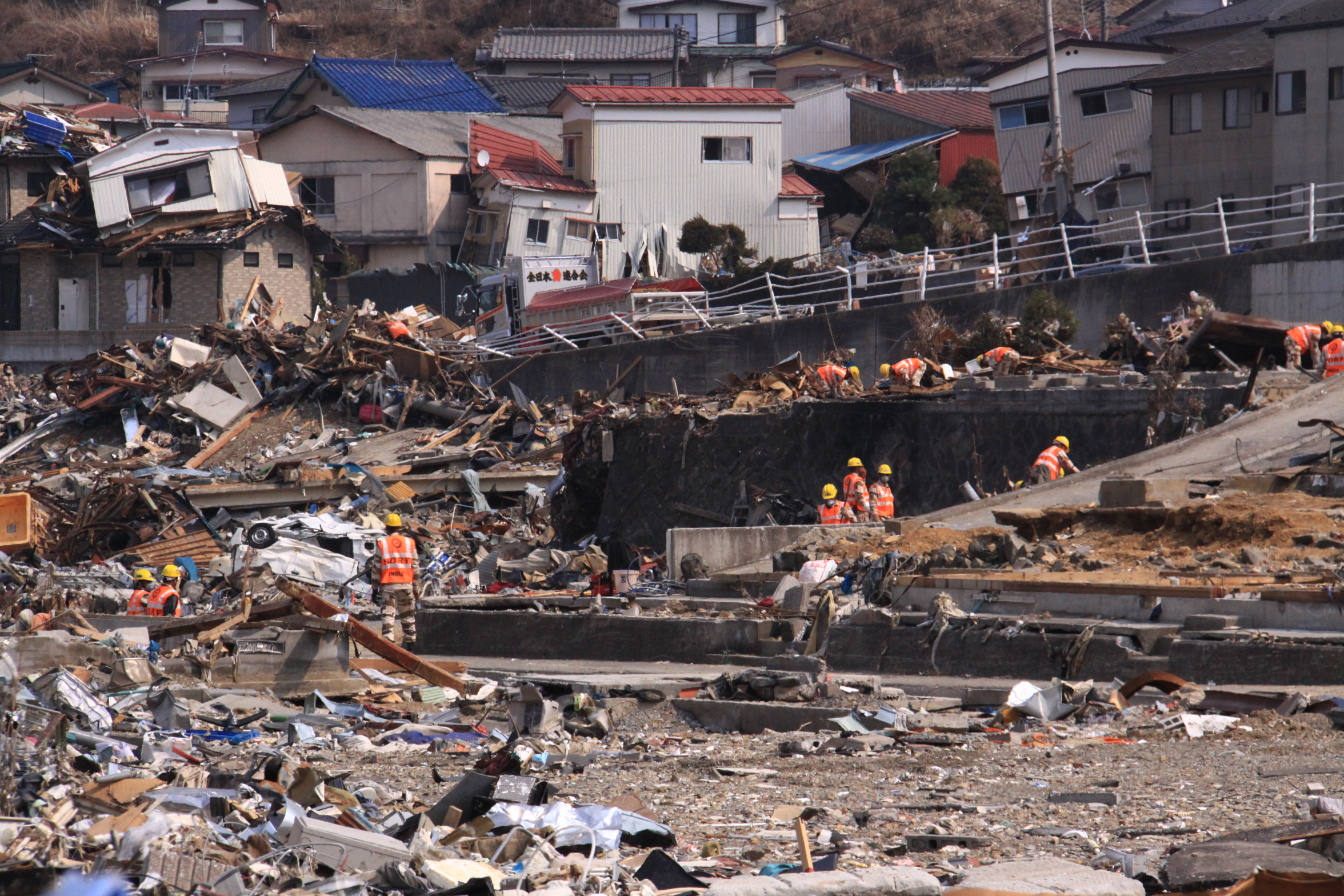
女川町内で行方不明者の捜索に当たるインドの捜索救助隊。
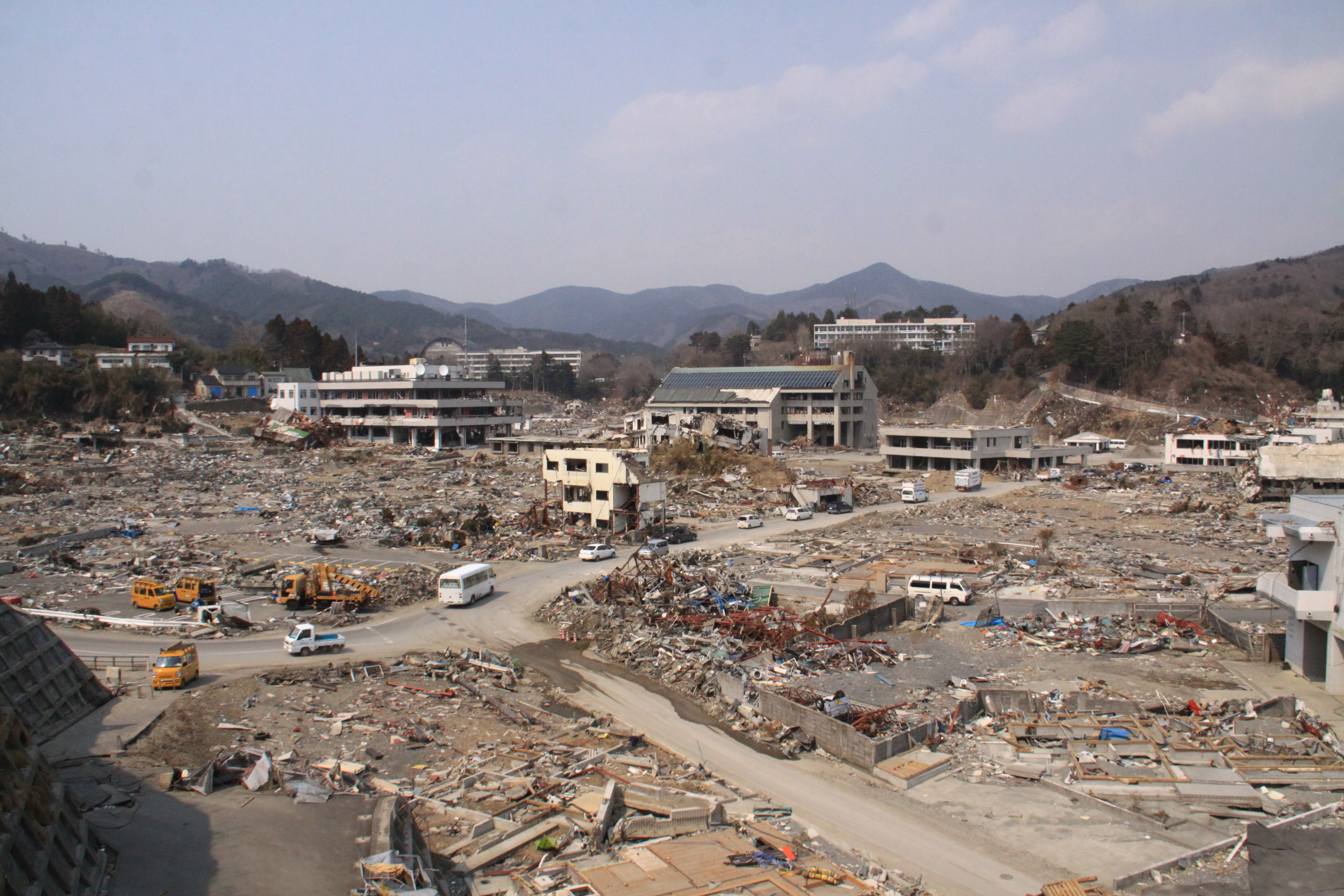
高台にある女川町立病院から女川駅方向を撮影しているが、震災時は撮影者の位置まで津波が押し寄せた。
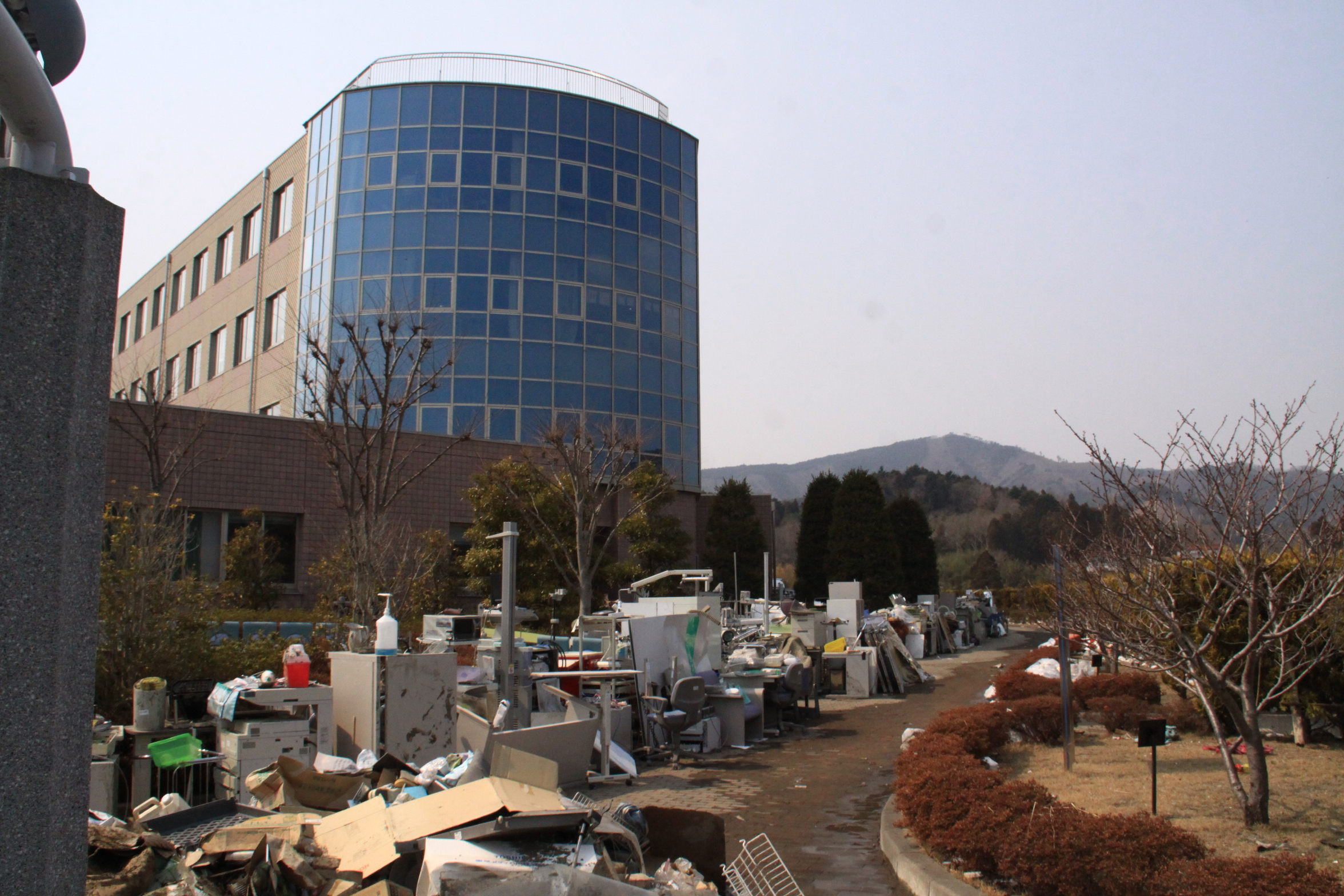
避難場所に指定されていた女川町立病院も1階が浸水し、多数の医療機器が使用不可能となった。
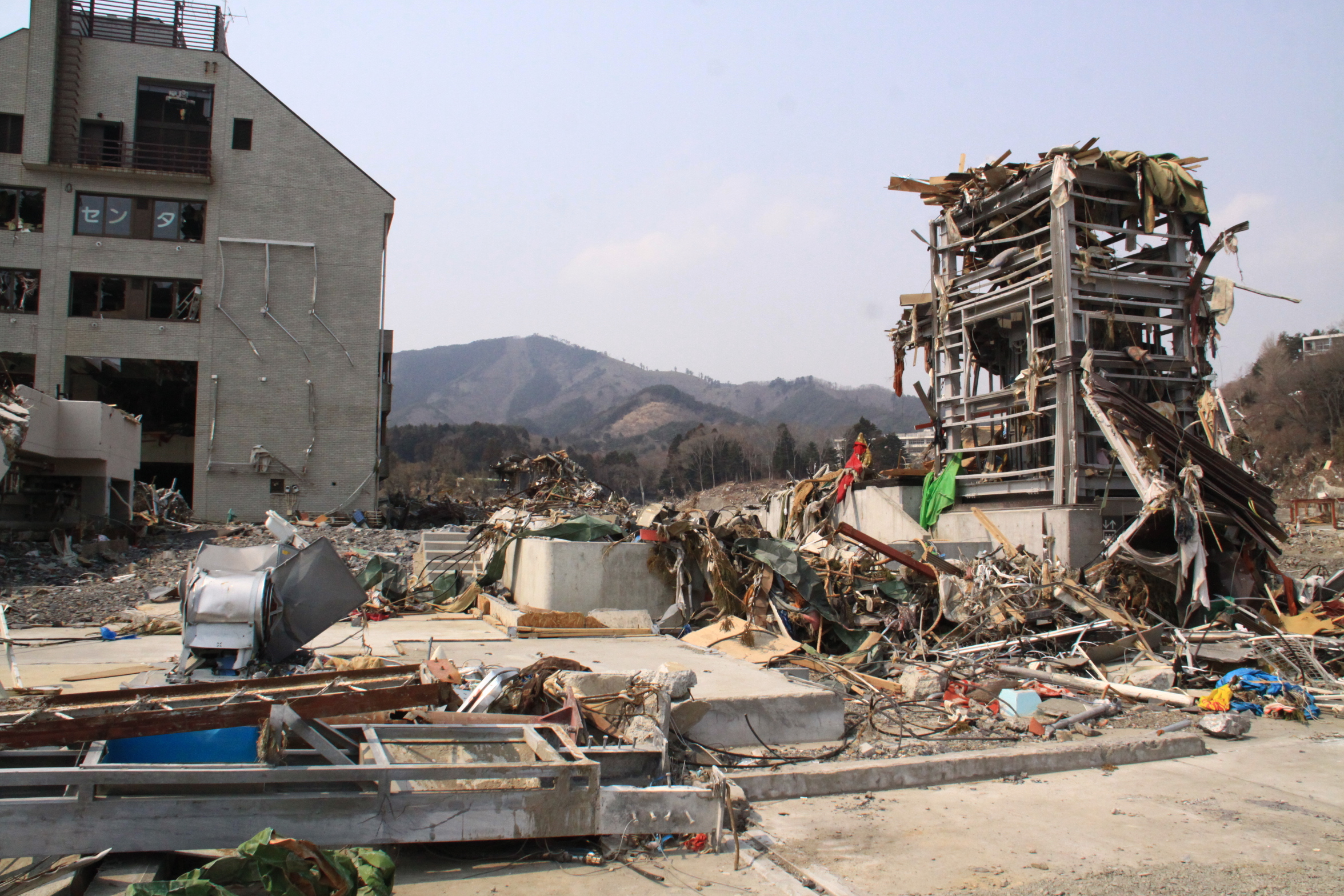
津波で駅舎が流失した女川駅周辺。駅舎のあった位置からプラットホームを撮影。
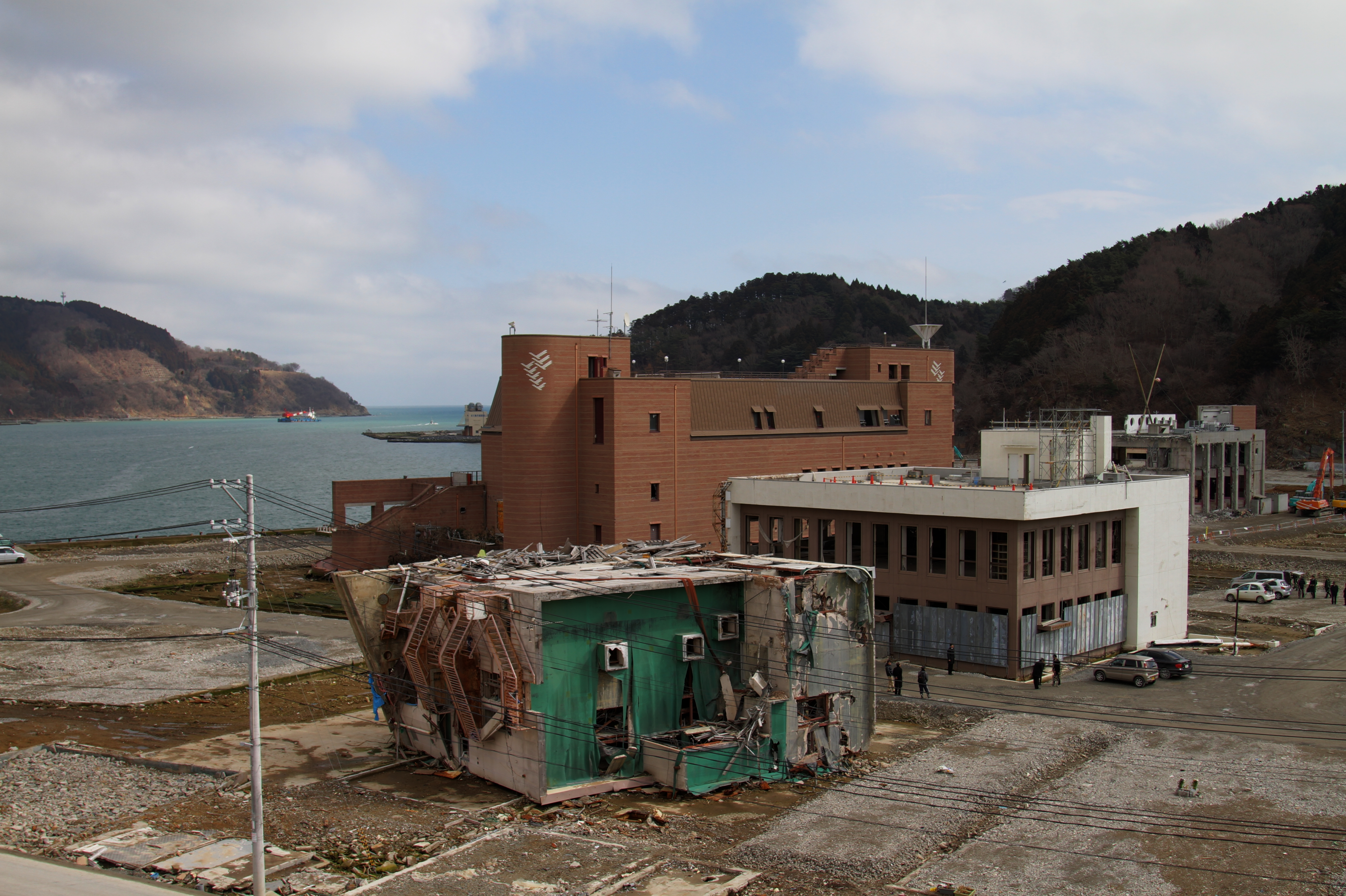
津波によって被災した旧マリンパル女川、七十七銀行旧女川支店と横倒しになった江島共済会館[54]。

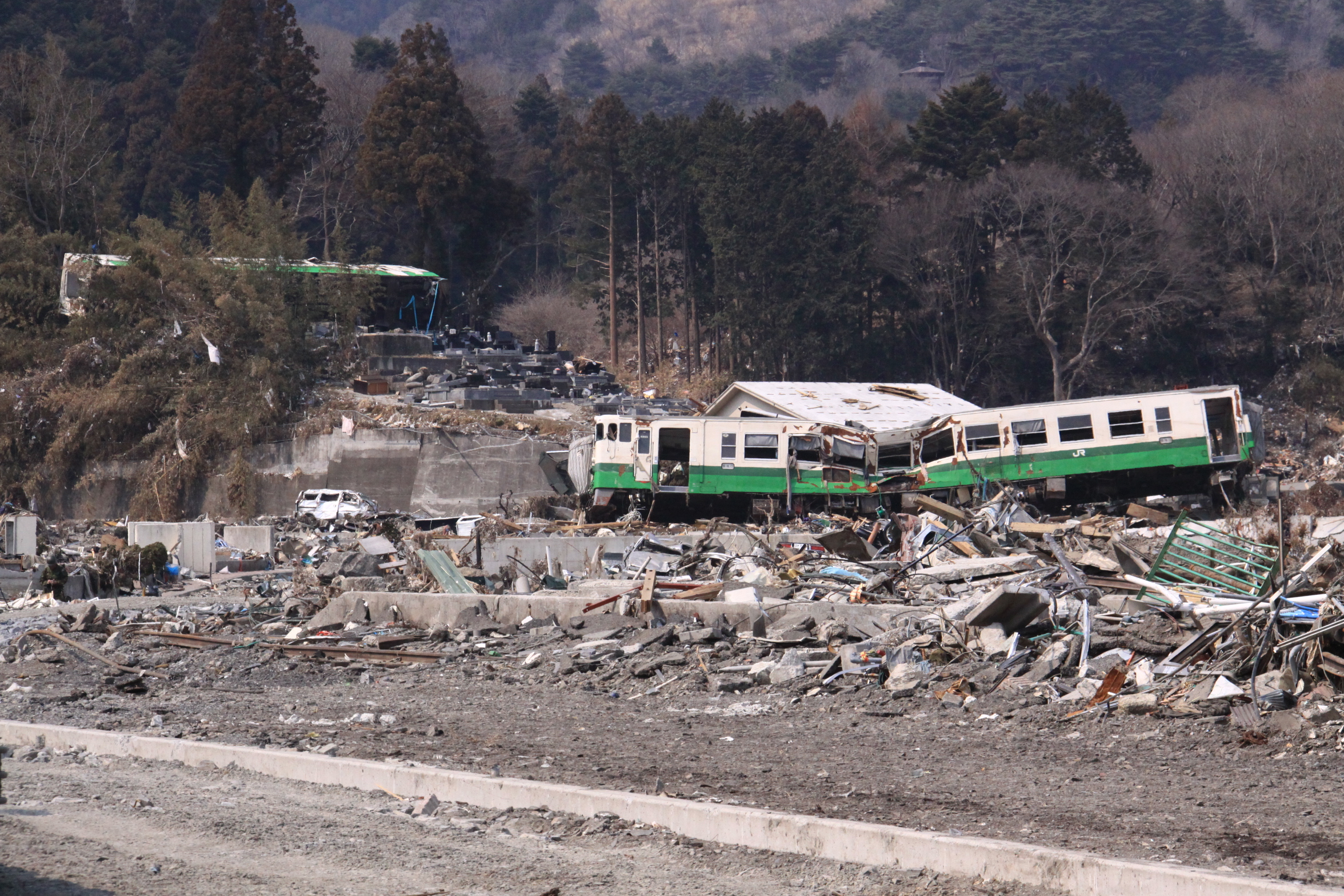
女川駅から200メートルほど流された列車。1両は丘の中腹（画像左上）に打ち揚げられた。
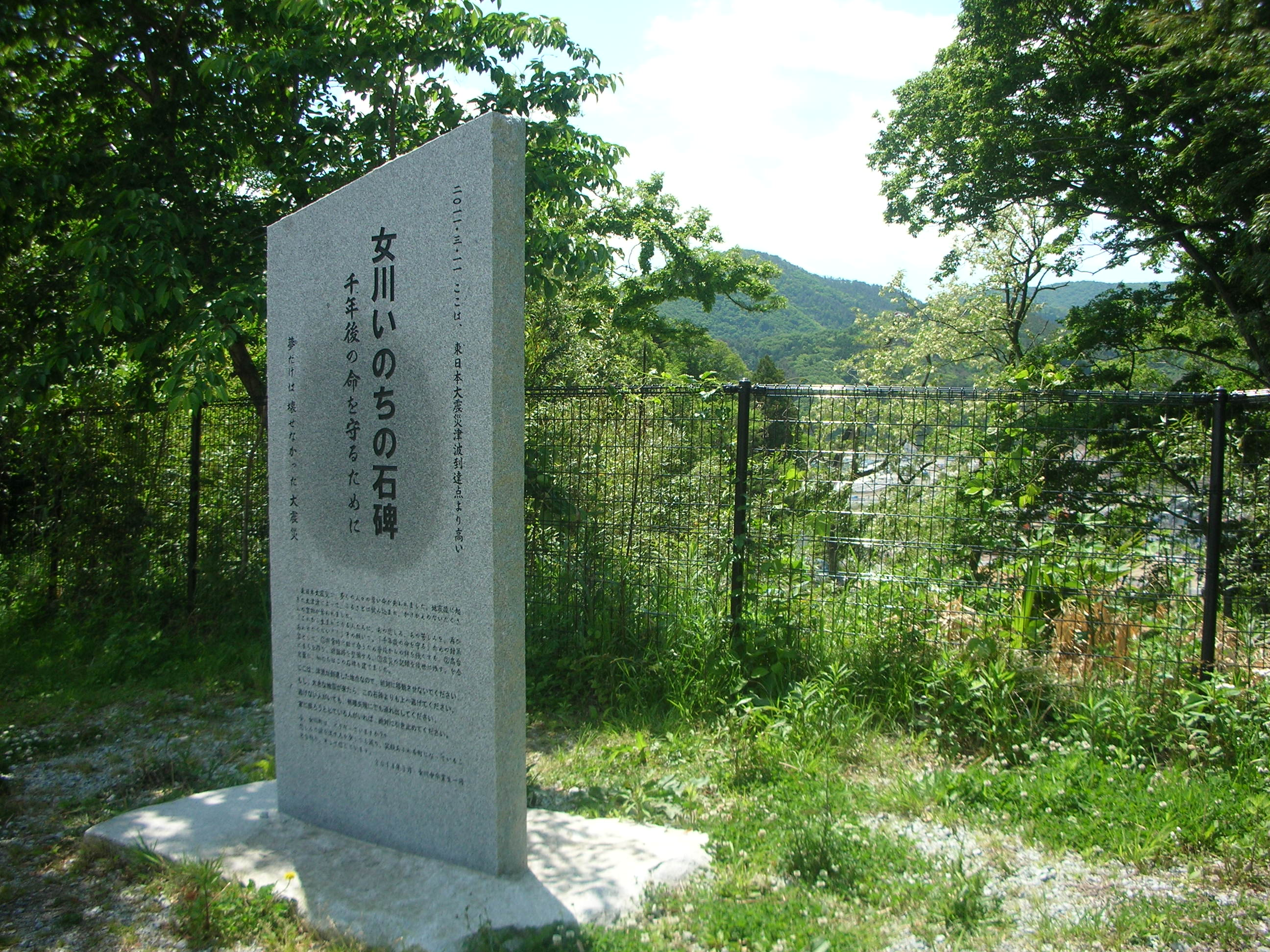
女川いのちの石碑（第1号石碑） - 女川中学校校舎前の広場。
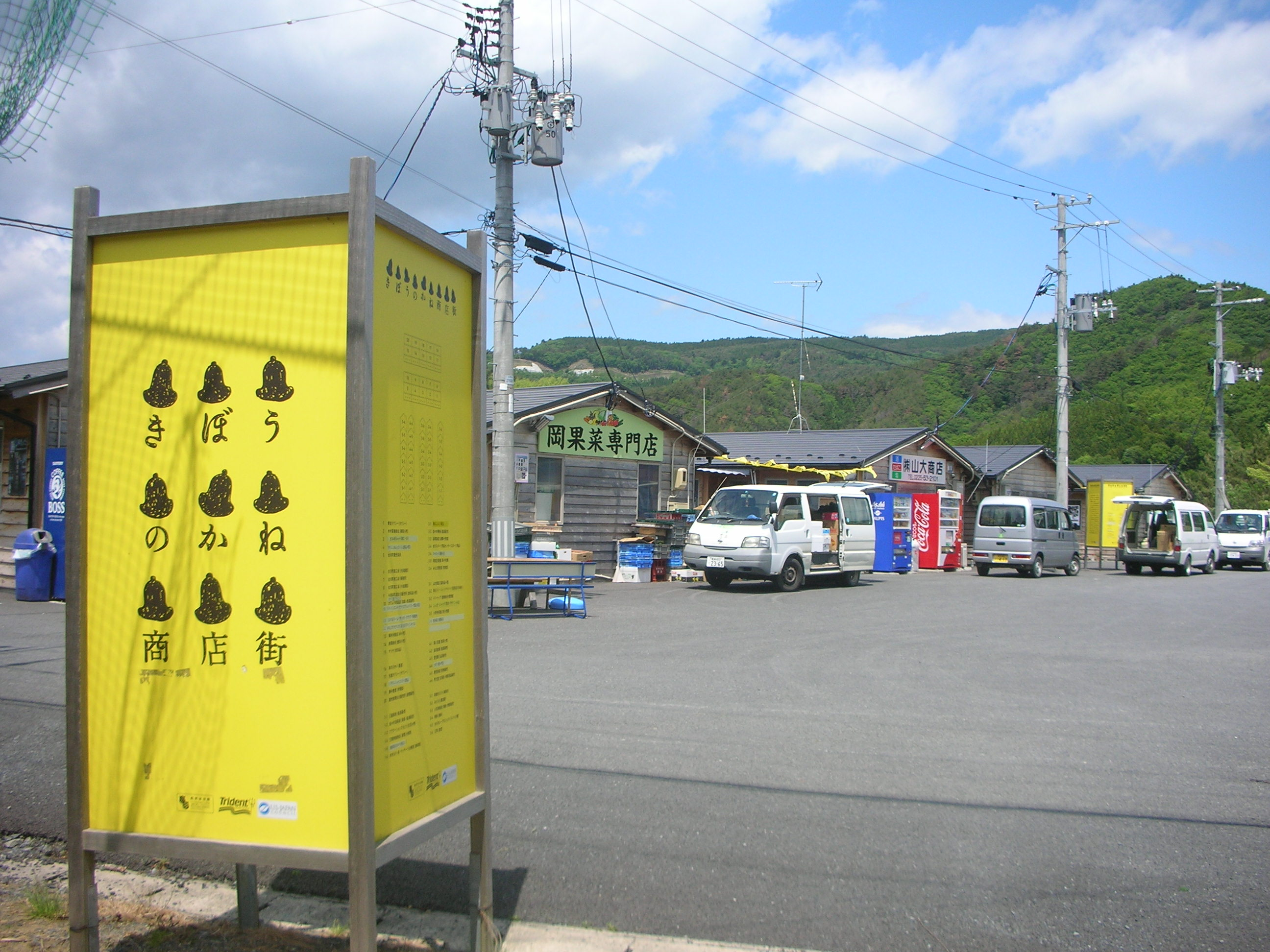
きぼうのかね商店街。
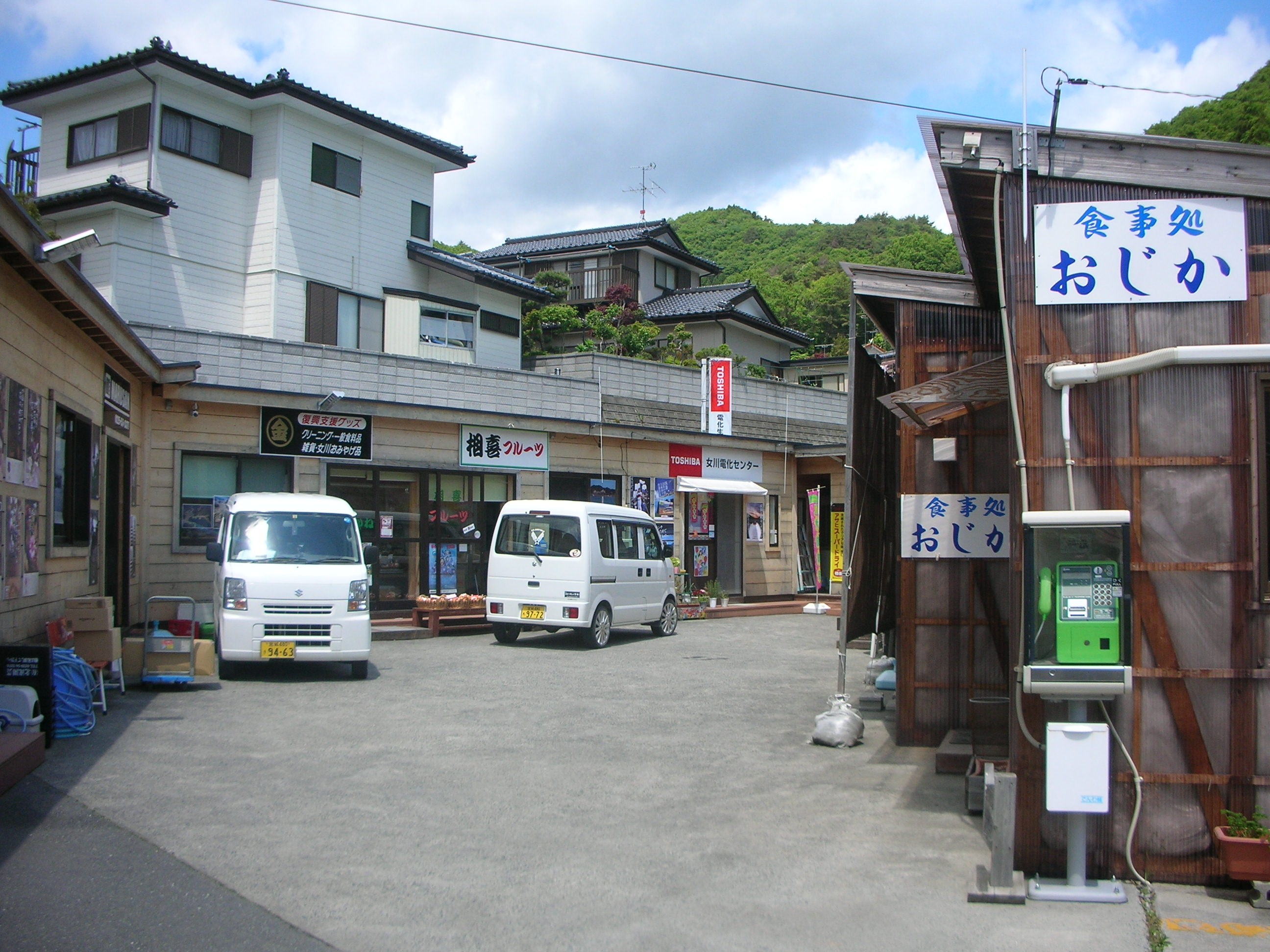
女川コンテナ村商店街。
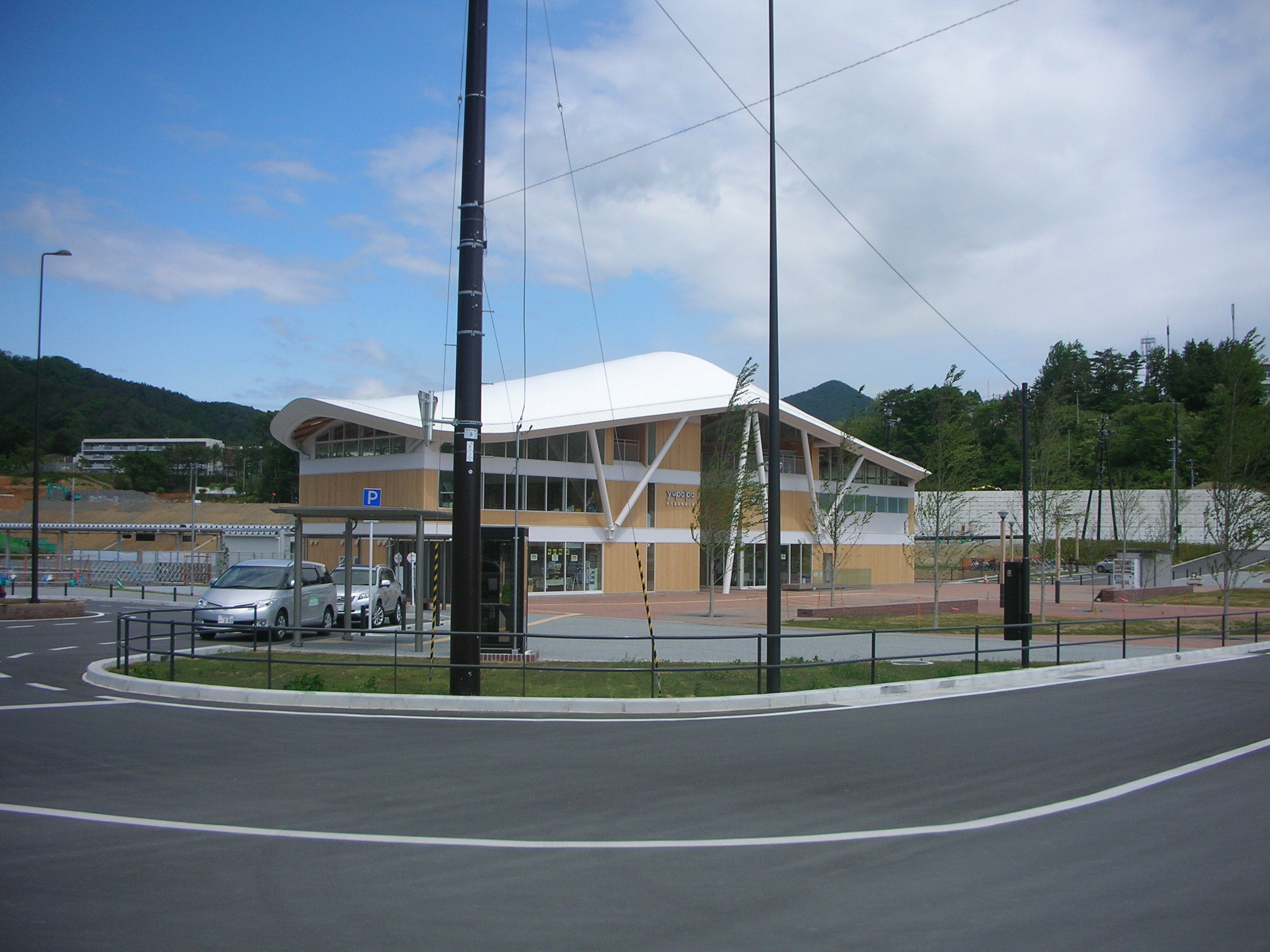
新生・女川駅。
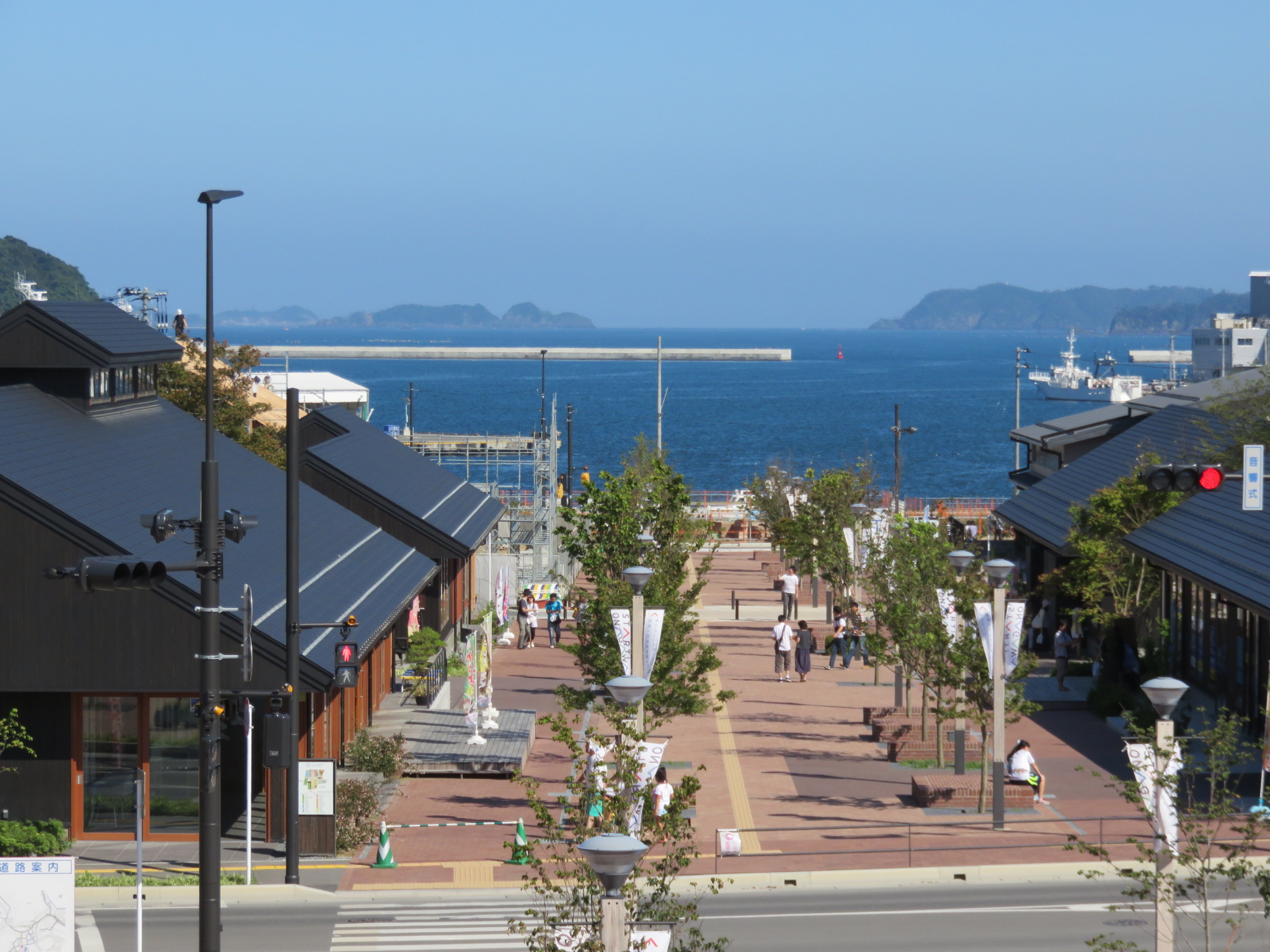
シーパルピア女川